# Sonde spatiale

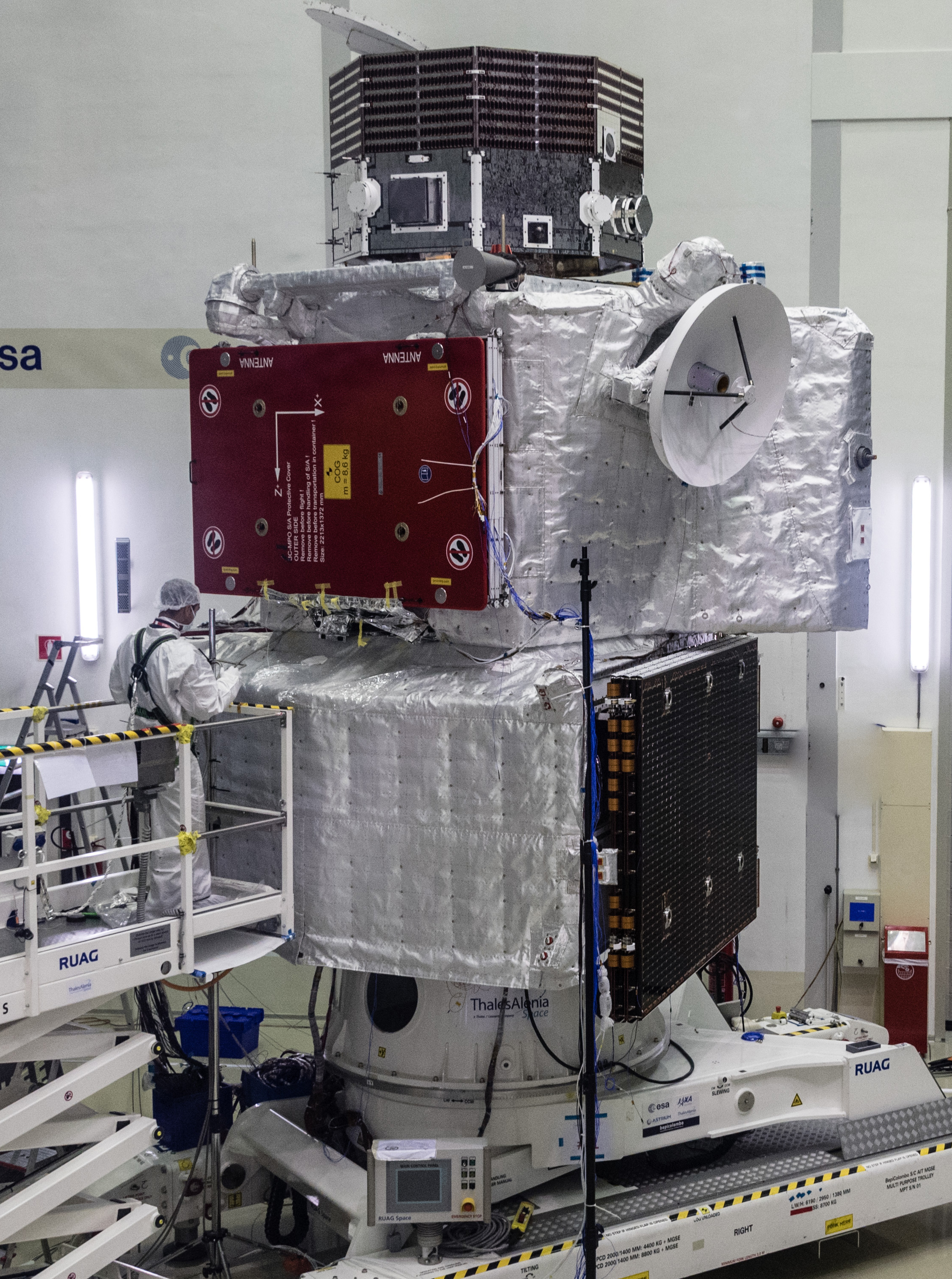
La sonde spatiale BepiColombo de l'Agence spatiale européenne, développée en coorpération avec l'agence spatiale japonaise, qui doit se placer en orbite autour de Mercure.

Une sonde spatiale est un véhicule spatial sans équipage lancé dans l'espace pour étudier à plus ou moins grande distance différents objets célestes : le Soleil, les planètes, planètes naines et petits corps, leurs satellites, le milieu interplanétaire ou encore le milieu interstellaire. Une sonde spatiale se distingue des autres engins spatiaux non habités qui restent en orbite terrestre. Les sondes spatiales peuvent prendre un grand nombre de formes pour remplir leur mission : orbiteur placé en orbite autour du corps céleste observé, atterrisseur qui explore in situ le sol de la planète cible, impacteur, etc. Une sonde peut emporter des engins autonomes pour accroître son champ d'investigation : sous-satellite, impacteur, rover, ballon.
Une sonde spatiale est amenée à franchir de grandes distances et à fonctionner loin de la Terre et du Soleil, ce qui impose des équipements spécifiques. Elle doit disposer de suffisamment d'énergie pour fonctionner dans des régions où le rayonnement solaire ne fournit plus qu'une puissance limitée, disposer d'une grande autonomie de décision car l'éloignement du centre de contrôle ne permet plus aux opérateurs humains de réagir en temps réel aux événements, résoudre des problèmes de télécommunications rendus difficiles par les distances qui réduisent les débits et résister au rayonnement et à des températures extrêmes qui malmènent l'électronique embarquée et les mécanismes. Enfin parvenir à destination à un coût et dans des délais acceptables, la sonde spatiale est amenée à utiliser des méthodes sophistiquées de navigation et de propulsion : assistance gravitationnelle, aérofreinage, propulsion ionique.
Les premières sondes spatiales sont les sondes Luna lancées vers la Lune par l'Union soviétique en 1959. En 1961, l'Union soviétique lance Venera, la première sonde amenée à étudier une autre planète que la Terre, en l'occurrence Vénus. La Russie, qui était leader au début de l'ère spatiale n'a plus de rôle actif depuis 1988 et a laissé cette place aux États-Unis. L'Agence spatiale européenne (Mars Express, Venus Express, Rosetta, participation à la sonde Cassini-Huygens) et le Japon (Hayabusa, SELENE) occupent également une place croissante. Enfin, la Chine et l'Inde réalisent également depuis la fin des années 2000 des sondes spatiales. Pour pallier un coût de développement élevé (montant pouvant dépasser le milliard d'euros), la réalisation des sondes spatiales fait maintenant souvent l'objet d'une coopération internationale.

## Spécificités d'une mission d'exploration du système solaire
Une sonde spatiale est un véhicule spatial lancé sans équipage humain dont l'objectif est d'explorer un ou plusieurs corps célestes du système solaire — planète, lune, comète, astéroïde — ou le milieu interplanétaire ou interstellaire. Sa charge utile est constituée d'instruments scientifiques de différentes natures - — caméras fonctionnant ou non en lumière visible, spectromètres, radiomètres, magnétomètres… — - qui permettent de collecter in situ ou à distance des données qui sont transmises vers la Terre pour être interprétées et en déduire des résultats scientifiques.
Si, dans son architecture générale, une sonde spatiale est souvent proche d'un satellite artificiel en orbite autour de la Terre, plusieurs caractéristiques en font un engin particulier :
- la distance entre les opérateurs au sol et l’engin qui impose à la fois une grande autonomie et un système de communication à la fois puissant et précis ;
- la complexité des tâches à enchaîner : atterrissage sur des objets célestes pourvus d'une atmosphère ou ayant une gravité très faible, pointage précis des instruments sur des cibles défilant à grande vitesse, collecte d'échantillons, procédures de sauvegarde en cas de défaillance ;
- la précision et la complexité de la navigation ;
- l'exposition aux rayons cosmiques ;
- la sophistication de l'instrumentation scientifique liée à la nécessité de minimiser la charge utile et aux performances exigées ;
- la faiblesse de l'énergie solaire disponible si la sonde est à destination des planètes externes ;
- des températures beaucoup plus extrêmes lorsque la sonde est envoyée vers les planètes extérieures ou en deçà de l'orbite de Mercure ;
- la durée de la mission qui peut débuter après un transit allant jusqu'à une dizaine d'années.

## Conception d'une mission
Comme tout projet spatial, le développement puis la gestion opérationnelle d'une sonde spatiale est découpée en plusieurs phases dont les caractéristiques (entrants, livrables) sont communes aux différentes agences spatiales.

### Sélection du projet
Les missions d'exploration du système solaire sont coûteuses et de ce fait rares (quelques missions par an toutes agences spatiales confondues) alors que les sujets d'étude se multiplient au fur et à mesure des avancées scientifiques. Le processus de sélection est donc sévère et très encadré. Les principales agences spatiales s'appuient pour déterminer leur stratégie d'exploration spatiale sur des documents produits par les principales autorités scientifiques. Pour la NASA c'est le Planetary Science Decadal Survey (missions planétaires) produit tous les dix ans : l'objectif prioritaire fixé pour la mission "lourde" était Uranus dans le rapport de 2022, le retour d'un échantillon du sol de Mars en 2011, l'étude d'Europe satellite de Jupiter en 2002. L'Agence spatiale européenne fait réaliser un document similaire pour son programme scientifique Cosmic Vision mis en place en 2004 pour les projets débouchant en 2015-2025. Le CNES français, bien que disposant d'un budget de recherche qui ne lui permet pas de réaliser des engins d'exploration du système solaire de manière autonome, procède de même.
Dans le cadre défini par les documents produits par la communauté scientifique un appel à idées purement prospectif peut être lancé par l'agence spatiale suivi d'un appel à propositions (AO). Ce dernier débouche normalement sur la sélection puis le développement d'une mission. Il est lancé dans un cadre budgétaire préétabli. À la NASA cette ligne budgétaire pour un type de mission est disponible périodiquement comme dans le cas des New Frontiers ou Discovery qui permettent de développer respectivement 2  et   4/5 missions par décennie. L'Agence spatiale européenne, qui ne dispose que d'une fraction du budget de la NASA, sélectionne des missions très longtemps avant leur lancement.
Les équipes qui répondent à un appel à propositions font partie des laboratoires de recherche ou universités travaillant dans le domaine faisant l'objet de l'AO. Pour partager le fardeau financier, les projets sont dans certains cas développés conjointement par deux agences spatiales ou plus (par exemple la mission Cassini Huygens développée par la NASA et l'Agence spatiale européenne ou la mission BepiColombo développée conjointement par l'Agence spatiale européenne et l'agence spatiale japonaise). Dans presque toutes les missions certains instruments scientifiques sont fournis par des laboratoires d'un pays qui n'est pas celui de l'agence spatiale ayant lancé l'AO. L'équipe réunie pour une mission comprend des scientifiques et des ingénieurs. La proposition détaille les objectifs scientifiques remplis par la mission proposée, ses caractéristiques techniques et les aspects financiers. L'agence spatiale reçoit de nombreuses propositions (souvent plus de 20) et le processus de sélection comprend généralement plusieurs étapes (il y a généralement trois étapes de sélection sauf pour les missions à très bas cout). A chaque étape franchie, l'agence spatiale demande aux équipes retenues de détailler leur proposition en leur fournissant un budget pour ces travaux. La sélection est effectuée par un comité scientifique dont la composition est fixée par l'agence spatiale. Les critères de sélection sont notamment l'adéquation de la proposition à la stratégie scientifique à long terme fixée par les documents produits par les autorités académiques au début de ce processus, la faisabilité de la mission, la maturité des solutions proposées (mesuré par exemple par le TRL pour la NASA ou la Communauté européenne) et le degré de risque : risque de dérapage calendaire et/ou budgétaire découlant des innovations techniques, risque d'échec de la mission lié à sa complexité.
| TRL | Niveau de maturité technologique                                             | Exemple : atterrissage de précision sur une autre planète par la technique de la navigation relative de terrain.         |
| --- | ---------------------------------------------------------------------------- | --- |
| 1   | Principes de base observés                                                   | 1989 : étude du concept dans le cadre du projet Mars Rover Sample Return.                                                |
| 2   | Concepts ou applications de la technologie formulés                          | 2004 : Formulation du concept, de ses avantages et des performances souhaitées dans le cadre du programme New Millenium. |
| 3   | Les principales fonctions du concept ont été prouvé de manière expérimentale | 2005 : Concept étudié et financé par le programme Mars Technology.                                                       |
| 4   | La technologie a été validée en laboratoire                                  | 2007 : les algorithmes de navigation sont testés en laboratoire dans un des conditions émulant un environnement réel.    |
| 5   | La technologie a été validée dans un environnement représentatif             | 2013 : un prototype du système réel est développé et ses performances sont prouvés en laboratoire.                       |
| 6   | La technologie a été démontrée dans un environnement représentatif           | 2015 : un prototype du système embarqué à bord d'un hélicoptère est testé dans différents environnements.                |
| 7   | Un système prototype a été démontré dans un environnement opérationnel       | 2015 : un prototype du système est testé à l'aide d'une fusée effectuant un décollage puis un atterrissage vertical.     |
| 8   | Un système réel a été validé via des tests/démonstrations                    | 2020 : Test à l'aide d'un hélicoptère sur Terre du système qui sera utilisé sur Mars par la mission Mars 2020.           |
| 9   | Un système réel a été validé à travers des opérations / missions réussies    | 2021 : Atterrissage réussi de Mars 2020.                                                                                 |

### Phases de conception
Chaque mission d'exploration du système solaire répond à des besoins spécifiques et se déroule souvent dans des conditions particulières. Les instruments scientifiques sont développés spécifiquement pour la mission ou améliorés dans le cadre de celle-ci. Aussi la phase de conception de l'engin spatial est elle particulièrement longue :
- Durant la phase d'étude de concept (phase A) la faisabilité de la mission la disponibilité des technologies nécessaires est évaluée et confirmée.
- Durant la phase d'avant projet (Phase B) est réalisée la conception de haut niveau qui permet de confirmer la faisabilité du projet et effectuer des dimensionnements préliminaires.
- Durant la phase de conception proprement dite (Phase C), le projet est accepté par le commanditaire de l'étude préliminaire et la sonde spatiale est conçue de façon détaillée.

La date de lancement est souvent repoussée pour faire face aux contraintes budgétaires ainsi qu'aux difficultés rencontrées dans la conception car celle-ci repose souvent sur des innovations à la mise au point délicate.

### Réalisation
Durant la phase de réalisation (phase D) l'engin spatial est progressivement construit, en construisant souvent des modèles de tests des sous-systèmes. Chaque sous-système est donc testé avant l'assemblage global. Cette étape est nommée intégration pour les satellites.

## Types de mission d'exploration
La méthode d'exploration retenue pour une sonde spatiale est déterminée essentiellement par les objectifs scientifiques poursuivis et les contraintes de coût. S'il s'agit par exemple de la première étude d'une planète, l'idéal est de placer la sonde spatiale en orbite autour de celle-ci pour effectuer des observations sur l'ensemble de la planète sur de longues durées. Mais la mise en orbite nécessite d'ajouter une propulsion chargée du freinage. Les ergols nécessaire peuvent représenter près de la moitié de la masse de l'engin spatial ce qui représente un coût majeur. Pour cette raison on peut choisir d'effectuer un simple survol de l'objectif en optimisant la trajectoire pour que les instruments scientifiques recueillent le maximum de données. Enfin le choix d'une méthode d'exploration est conditionné par le niveau d'expertise de la nation ou du groupe de nations qui développe la sonde spatiale. Le niveau de difficulté le plus bas est le survol d'une planète interne du système solaire. La dépose d'un rover en partie autonome sur la planète Mars, caractérisée par une forte gravité et une atmosphère, n'a été réalisée en 2013 que par la NASA.
En fonction de la méthode d'exploration utilisée on peut ranger les sondes spatiales dans neuf grandes catégories. Certaines sondes spatiales se rattachent à plusieurs catégories à la fois par exemple lorsqu'elles combinent un orbiteur et un atterrisseur (Viking).

### Sonde effectuant un survol
Les sondes spatiales peuvent être conçues pour effectuer un simple survol de l'objet céleste à étudier. Dans les cas les plus simples ces sondes doivent seulement être placées sur une trajectoire précise au départ de la Terre pour réaliser leurs missions au prix de quelques petites corrections au cours du transit. Les premières sondes interplanétaires comme Mariner 4 étaient de ce type. Les objectifs qui peuvent être atteints par ce type de mission sont toutefois limités : le temps d'observation est très bref car la sonde effectue son survol à une vitesse de plusieurs km/s, souvent seule une face du corps céleste est visible au moment du survol et les conditions d'éclairage ne sont pas optimales. Cette méthode d'observation peut être la seule envisageable pour les objets célestes les plus lointains (survol de Pluton par New Horizons). Elle est également employée pour des missions sophistiquées de reconnaissance dont l'objectif est d'enchaîner l'étude de plusieurs planètes ou lunes (sondes Voyager). Enfin ce peut être le seul moyen d'étudier les objets mineurs - comètes et astéroïdes - dont la vitesse relative est trop importante pour permettre une mise en orbite (mission Stardust),.

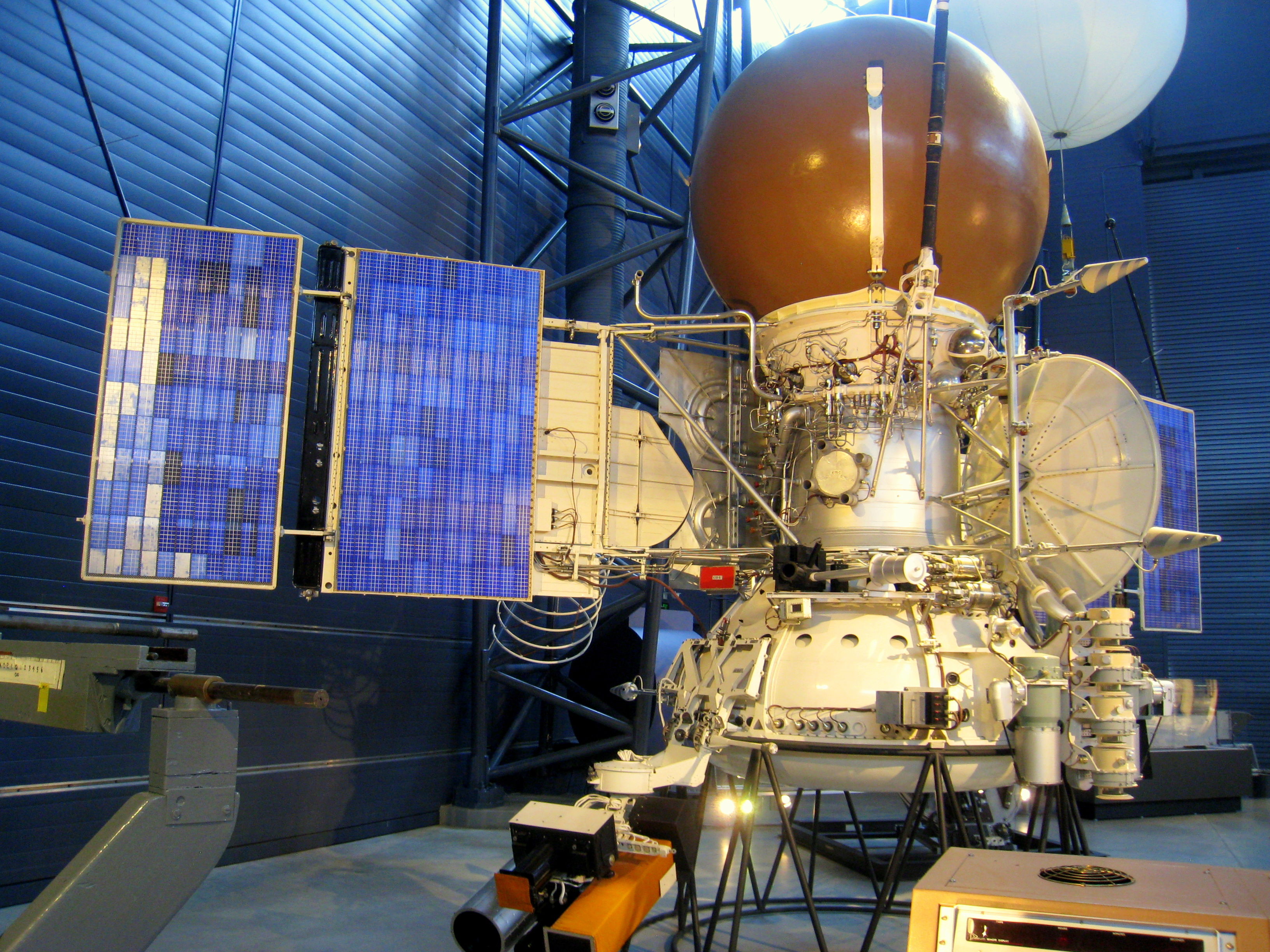
La sonde Vega.
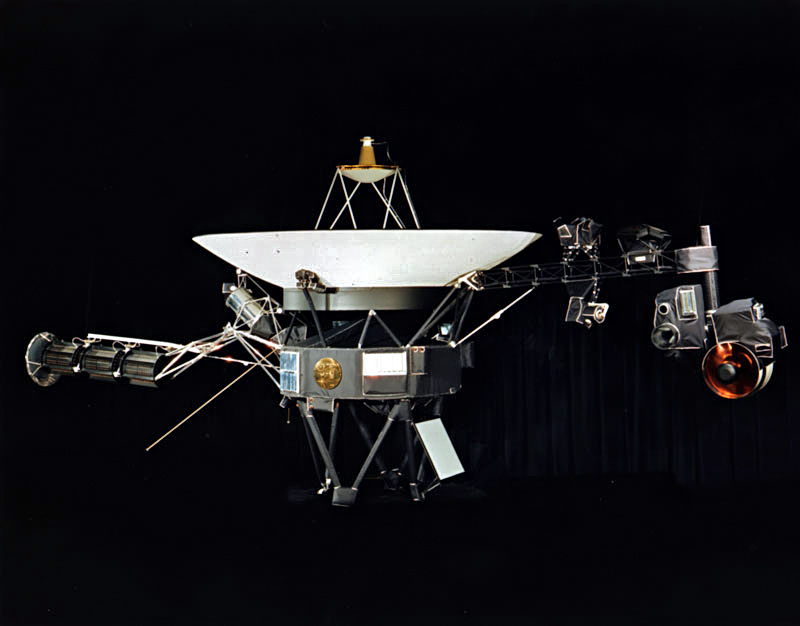
Maquette des sondes Voyager.
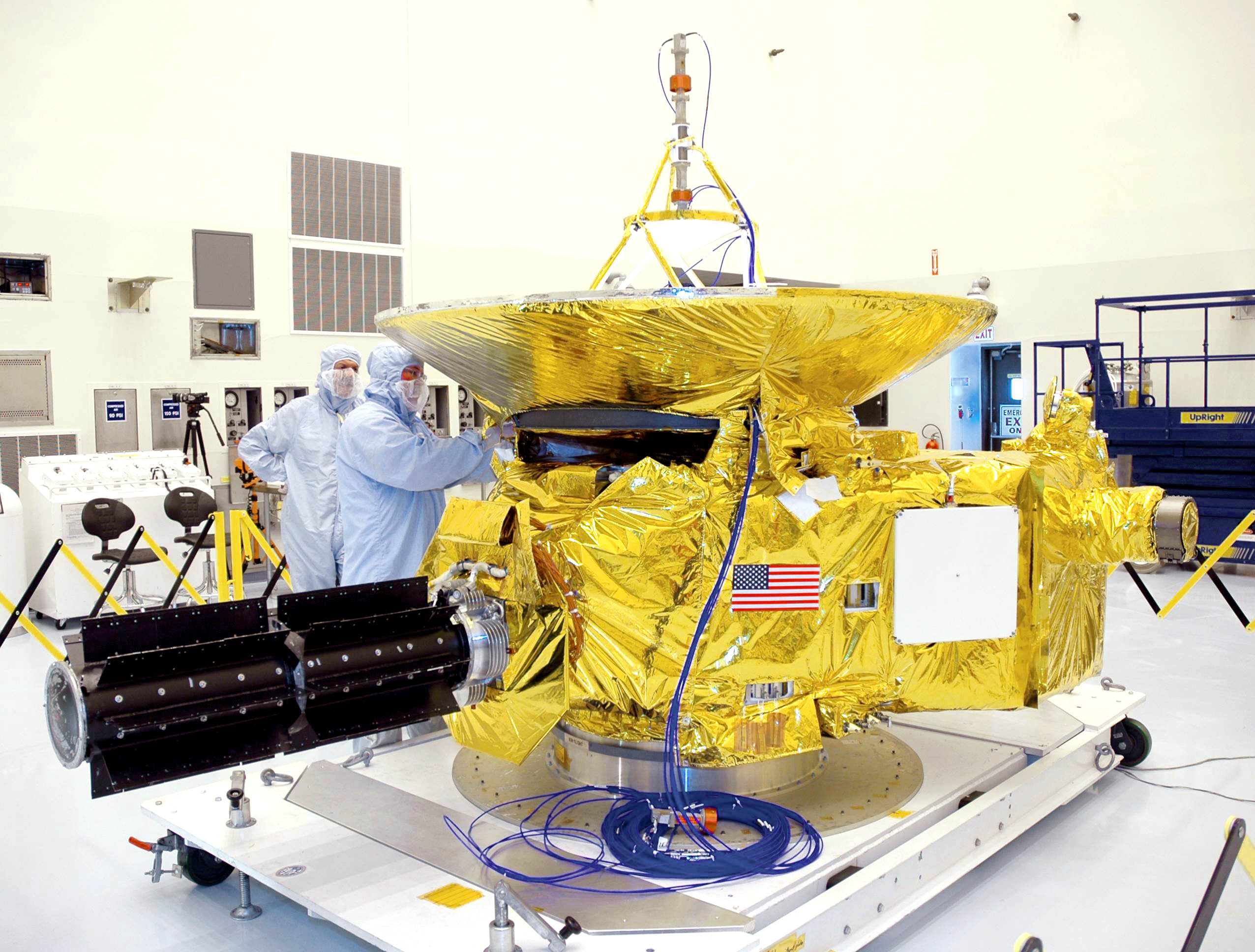
La sonde New Horizons.

### Orbiteur
Un orbiteur est une sonde spatiale qui, après avoir transité jusqu'à son objectif, se met en orbite autour du corps céleste à étudier. Il s'agit de la deuxième grande catégorie des sondes spatiales avec celles effectuant un survol. Pour pouvoir se mettre en orbite, la sonde spatiale doit réduire fortement sa vitesse à son arrivée à proximité de son objectif. Les ergols utilisés pour cette opération de freinage peuvent représenter une fraction importante de la masse totale de l'engin (typiquement environ 50 % pour Mars). L'orbiteur permet d'effectuer des observations régulières de la quasi-totalité de la surface du corps céleste durant plusieurs années. L'orbiteur est l'étape qui suit logiquement l'envoi d'une sonde effectuant un simple survol. L'orbite de la sonde spatiale est choisie en fonction des objectifs poursuivis mais également de contraintes de masse. Les missions ayant un budget contraint comme Mars Express choisiront une orbite elliptique moins efficace mais moins coûteuse en ergols qu'une orbite basse circulaire retenue pour la majorité des orbiteurs martiens de la NASA,.

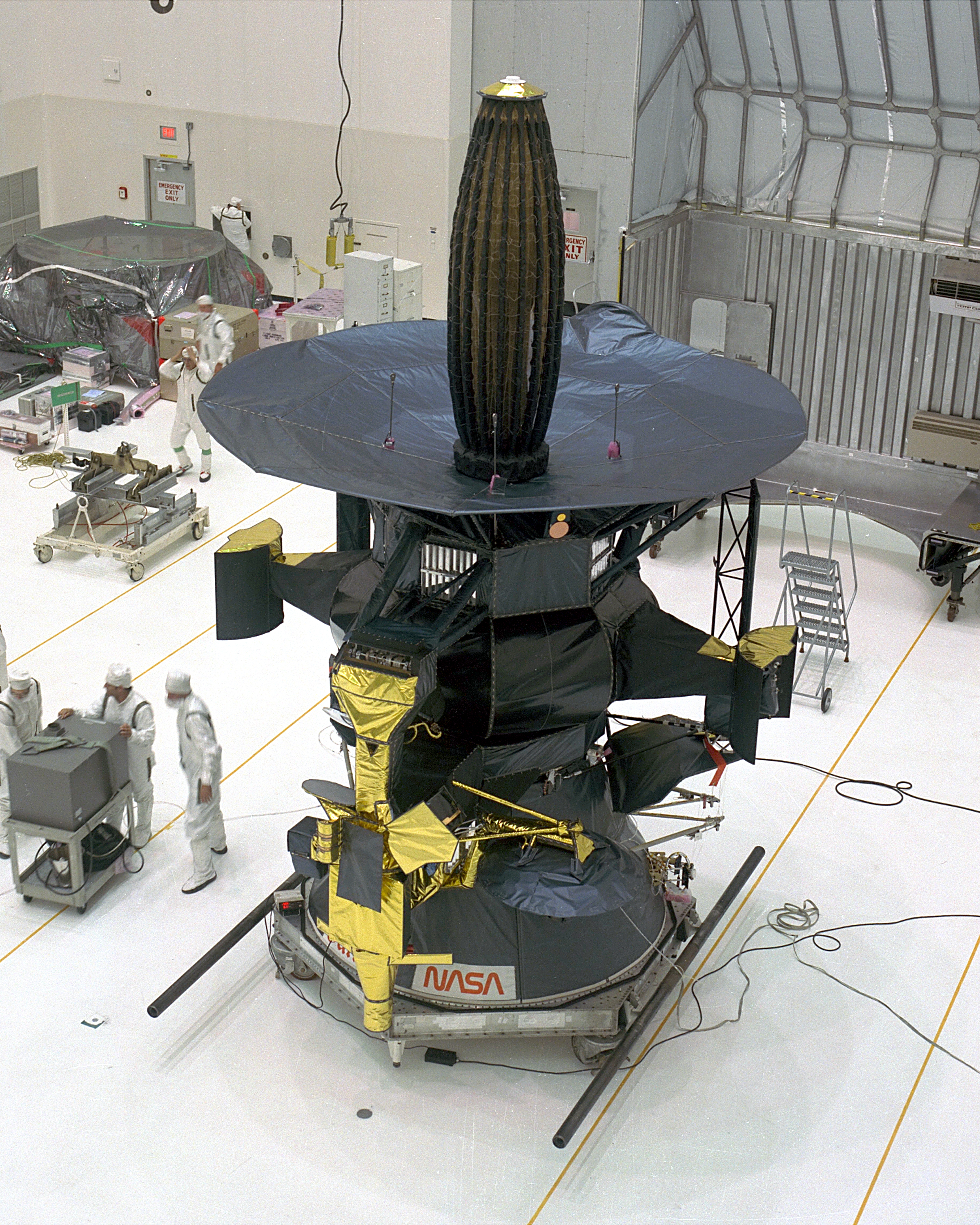
La sonde jovienne Galileo.
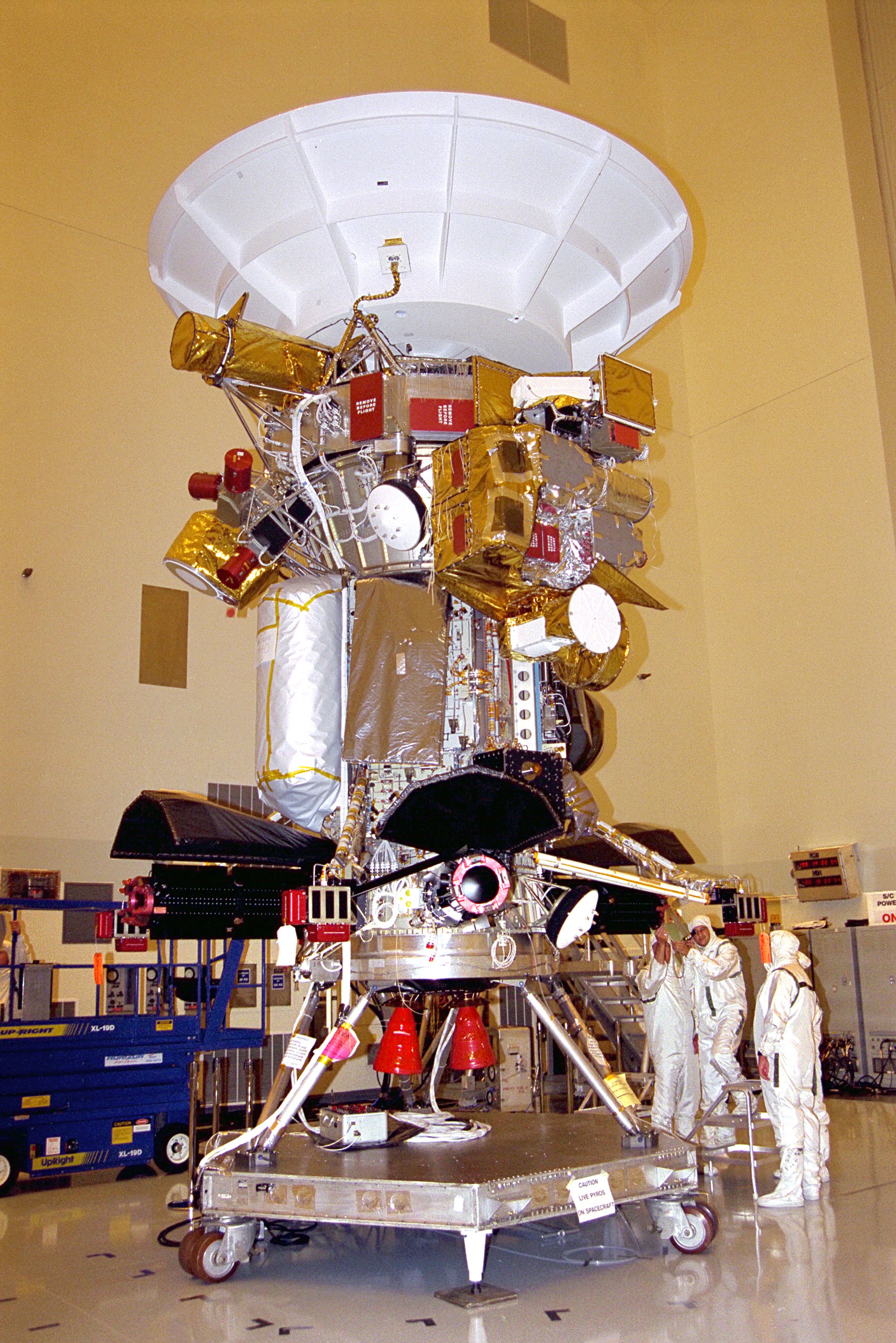
La sonde Cassini-Huygens.
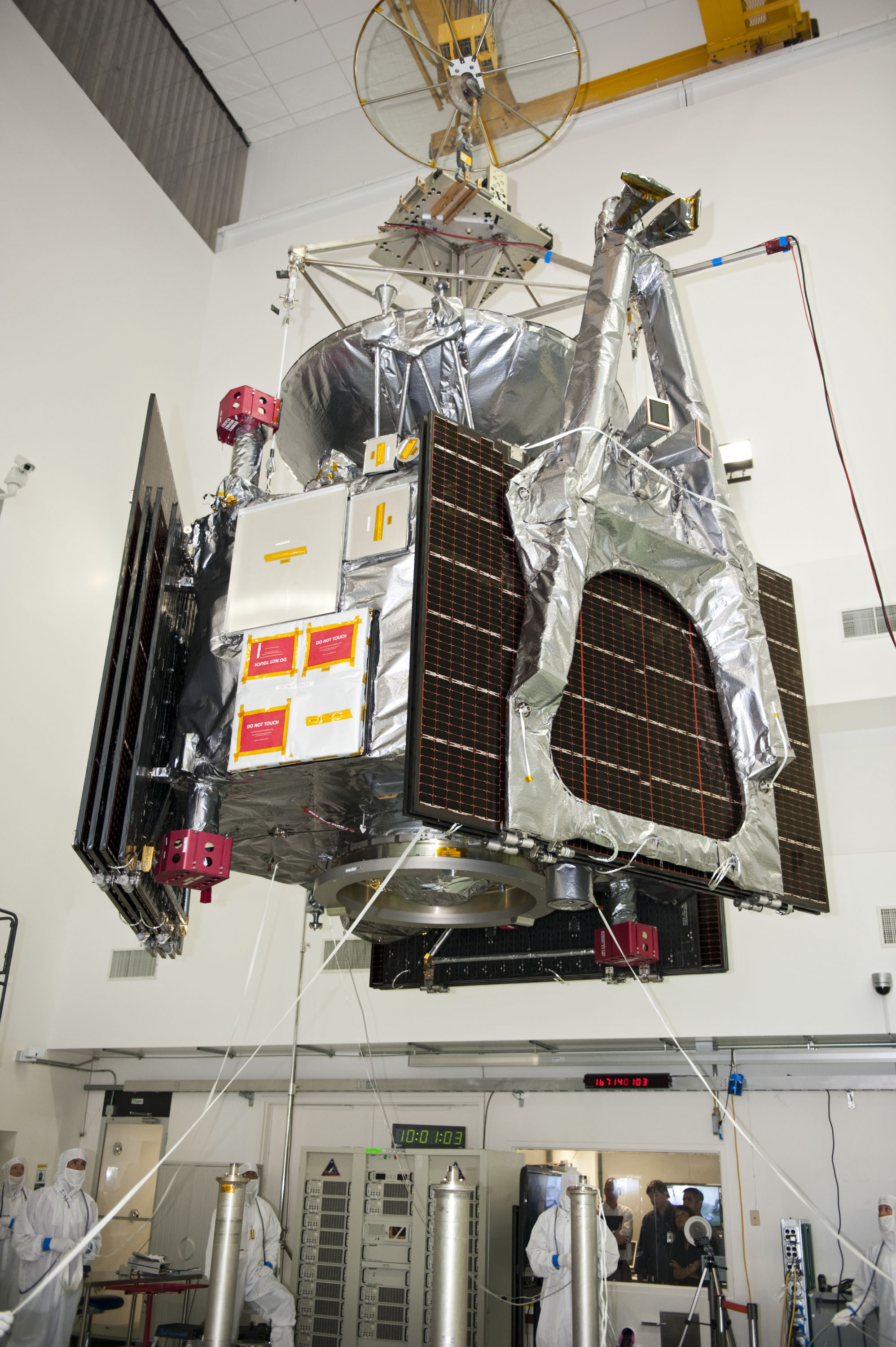
La sonde Juno.

### Sonde atmosphérique
Une sonde atmosphérique est une sonde spatiale qui traverse l'atmosphère d'une planète pour l'étudier. Sa mission est relativement brève puisqu'elle dure généralement le temps de sa descente (non propulsée) jusqu'au sol. Durant cette phase, elle n'a besoin que d'une quantité d'énergie limitée et elle tire donc celle-ci de batteries. La sonde atmosphérique est généralement transportée jusqu'à la planète explorée par un vaisseau mère. La planète Vénus a été en particulier étudiée par cette méthode avec la série des sondes soviétiques du programme Venera. D'autres sondes atmosphériques remarquables sont Huygens qui a étudié l'atmosphère de Titan, la sonde atmosphérique de Galileo qui a plongé dans les couches supérieures de la planète géante gazeuse Jupiter. L'atmosphère très épaisse de Vénus a permis la mise en œuvre des ballons du programme Vega soviétique qui ont pu transmettre des données durant plusieurs dizaines d'heures.

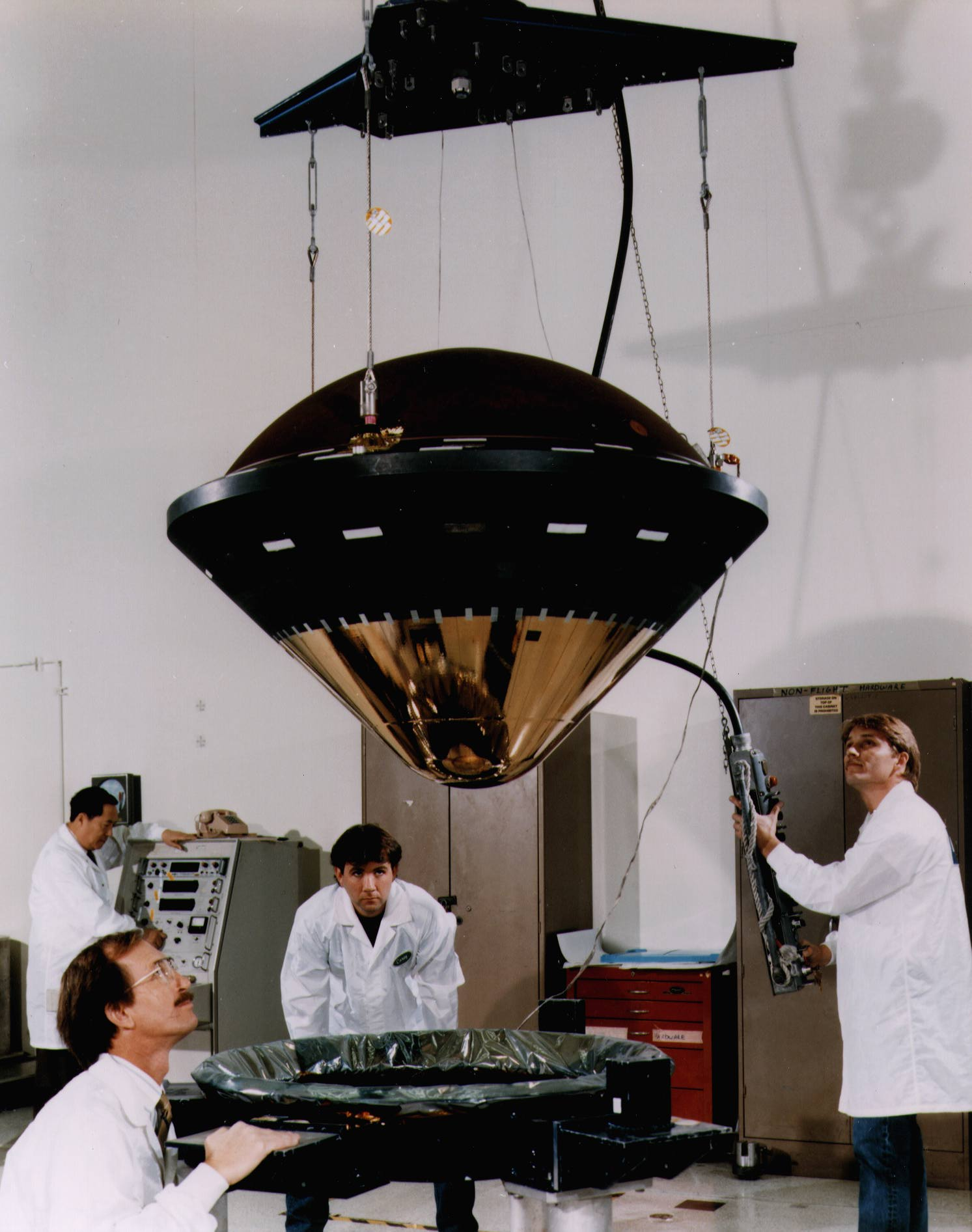
La sonde atmosphérique de Galileo.
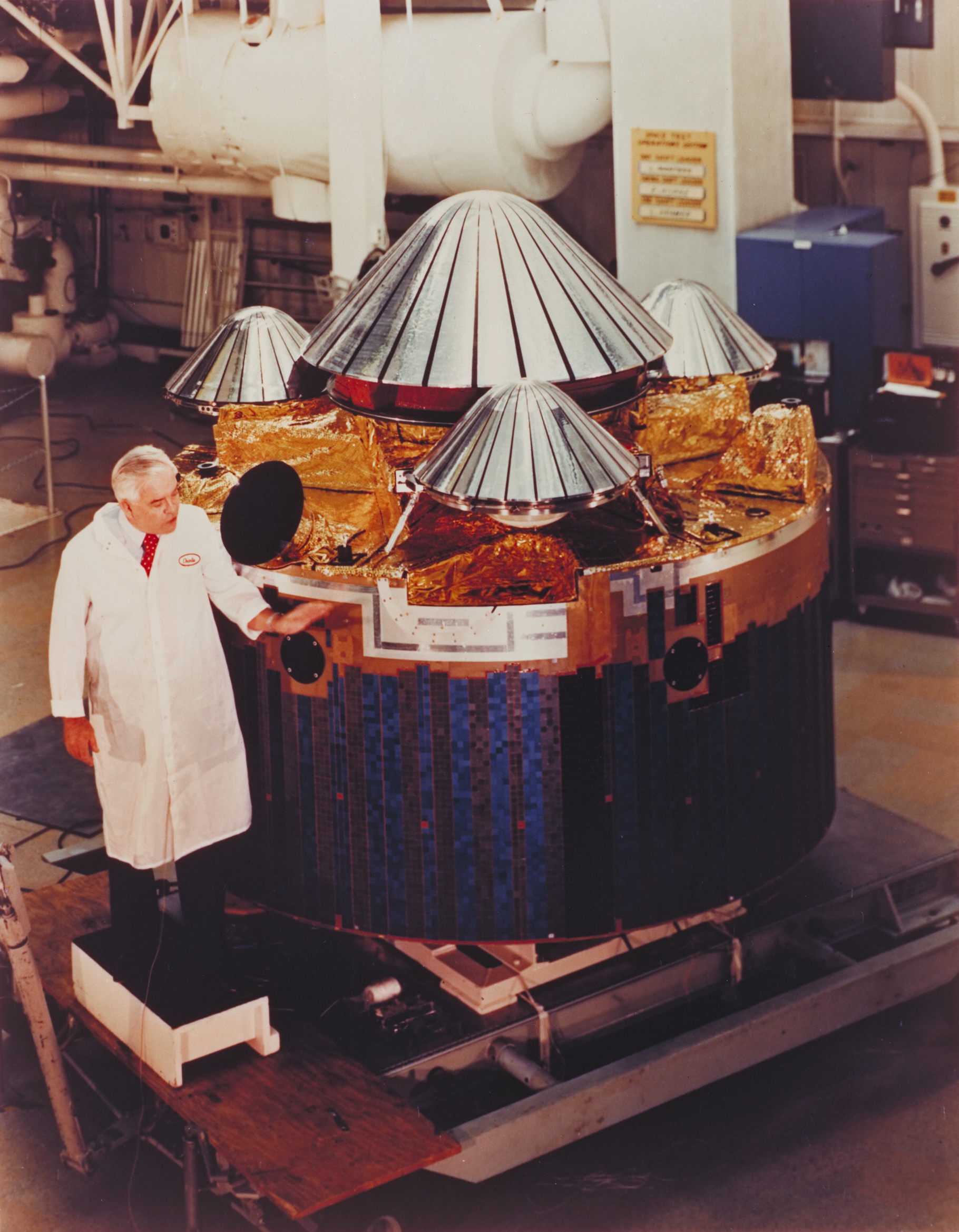
Les sondes atmosphériques de Pioneer Venus.
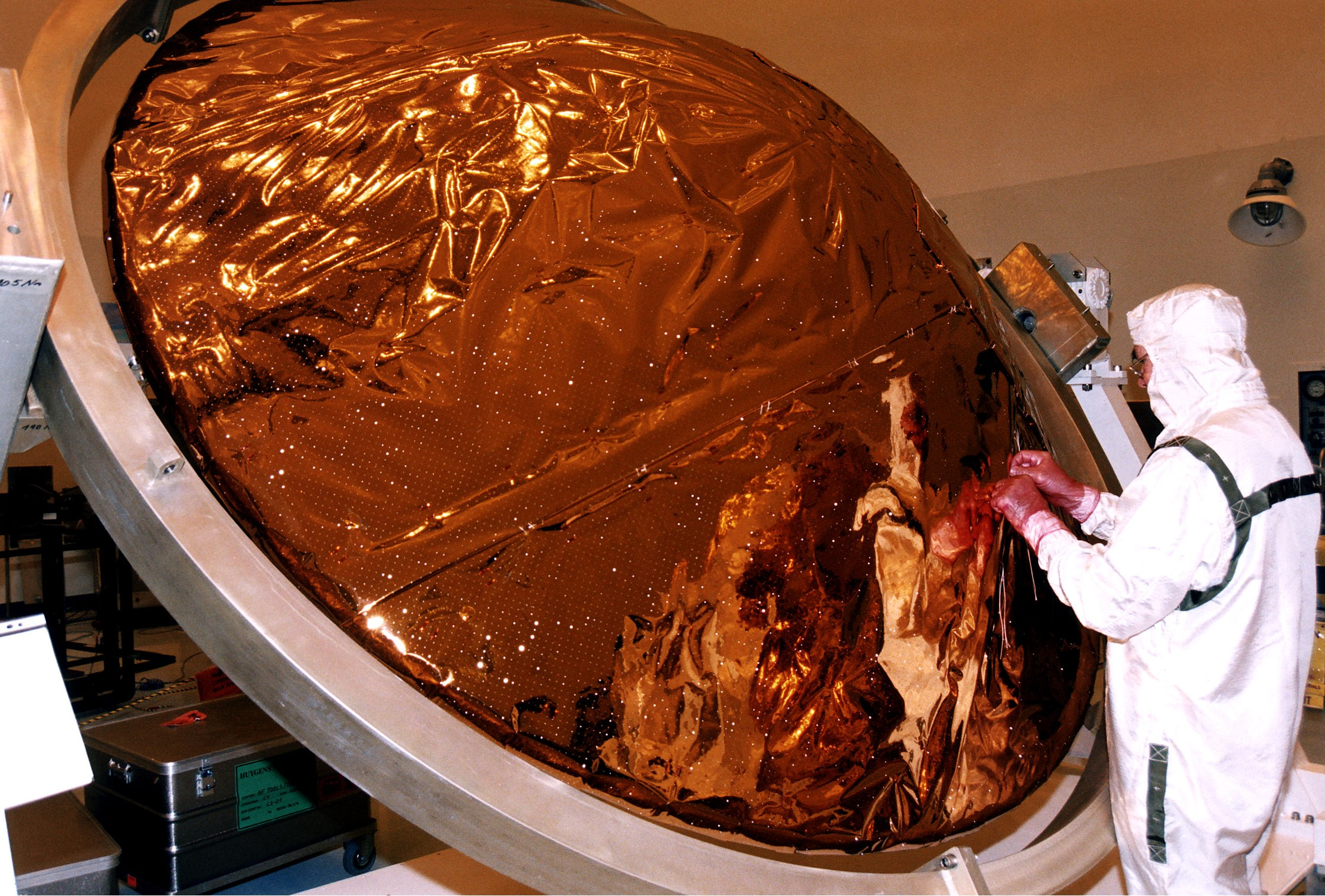
La sonde Huygens.

### Atterrisseur
Un atterrisseur est un type d'engin spatial conçu pour survivre à l'atterrissage sur le sol d'une planète ou d'une lune et collecter ensuite à l'aide de ses instruments scientifiques des données sur la surface qui sont transmises vers la Terre directement ou indirectement (via un autre engin spatial en orbite). La Lune et la planète Mars ont été en particulier explorées par des engins spatiaux de ce type avec par exemple les sondes du programme Surveyor les deux sondes du programme Viking ou l'atterrisseur Phoenix. L'atterrissage en douceur est la principale difficulté à laquelle doivent faire face les concepteurs de ce type d'engin. L'utilisation d'un parachute, mis en œuvre par exemple par Huygens sur Titan, nécessite la présence d'une atmosphère suffisamment épaisse et ne convient donc pas sur Mars. D'une masse et d'un coût réduits par rapport aux autres méthodes, le parachute ne permet pas un atterrissage complètement contrôlé. Pour se poser sur les corps célestes dépourvus d'atmosphère il faut avoir recours à des moteurs-fusées qui réduisent progressivement la vitesse de l'engin spatial. Ceux-ci nécessitent toutefois l'emport d'une grande quantité de carburant. Pour Mars, la NASA a développé des techniques particulières d'atterrissage : les coussins gonflables mis en œuvre pour la première fois par Mars Pathfinder et un système très sophistiqué de dépose au sol par un étage faisant office de « grue volante » mis en œuvre en 2012 par la sonde Mars Science Laboratory,.

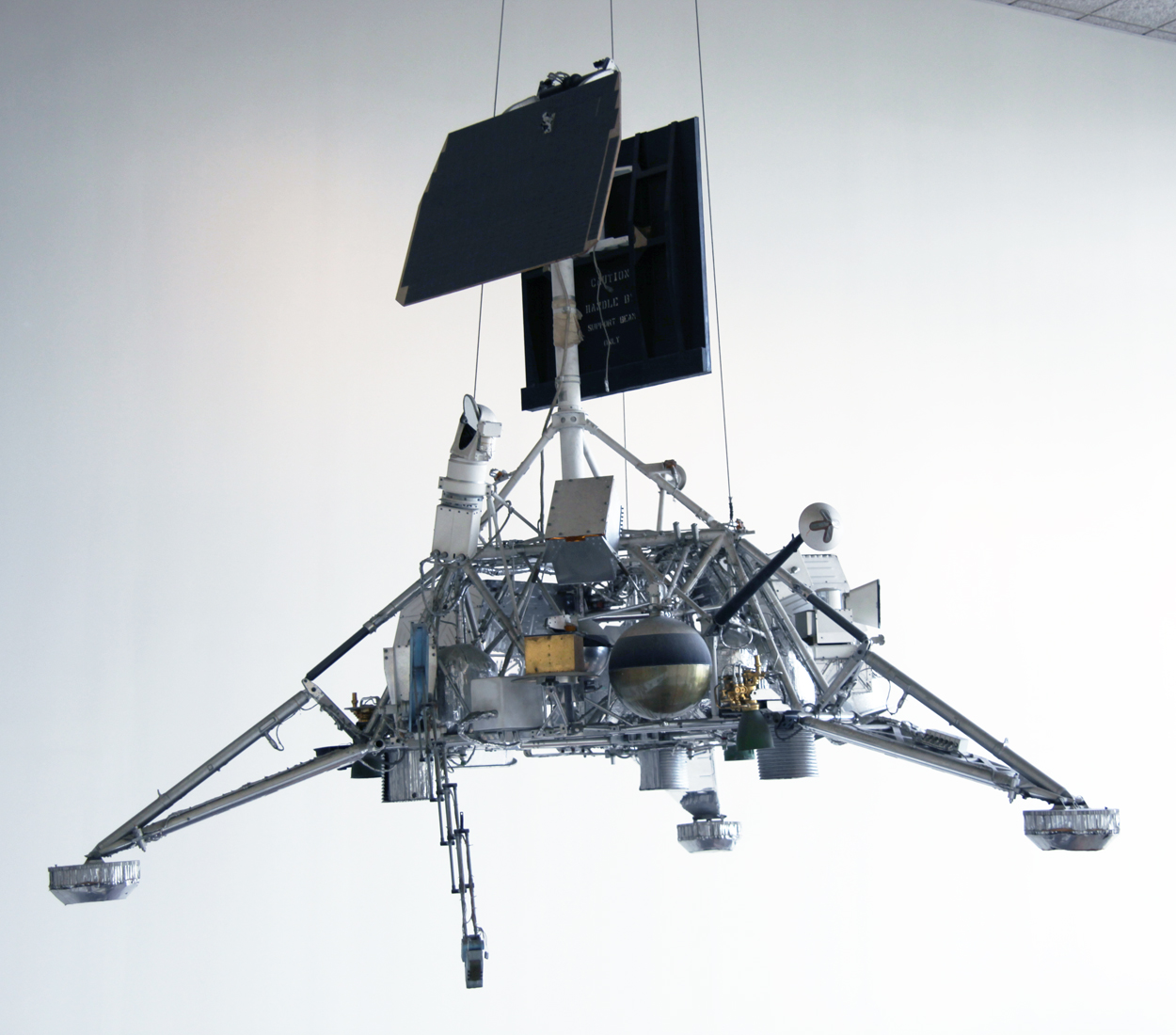
Surveyor (Lune).
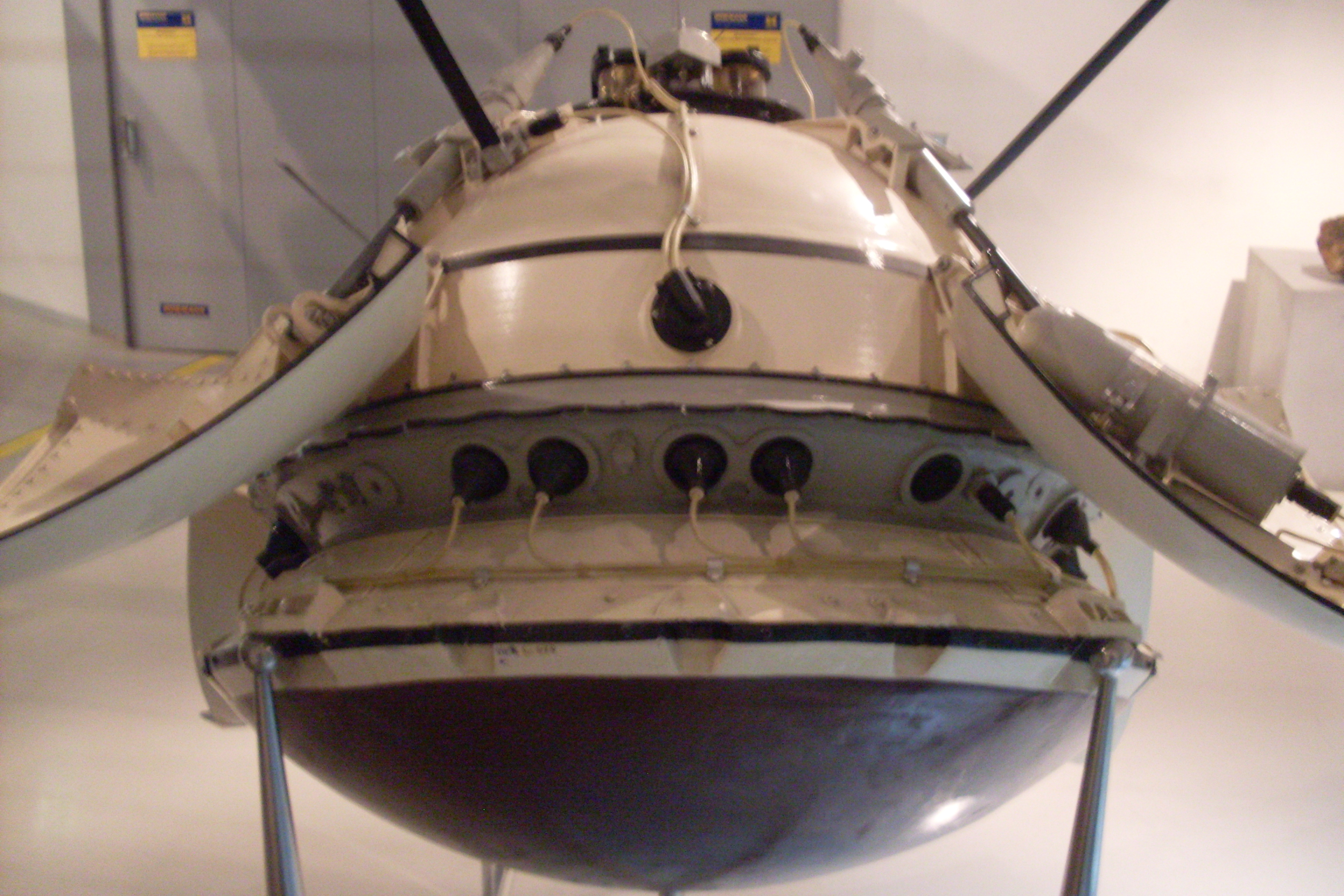
Mars 3.
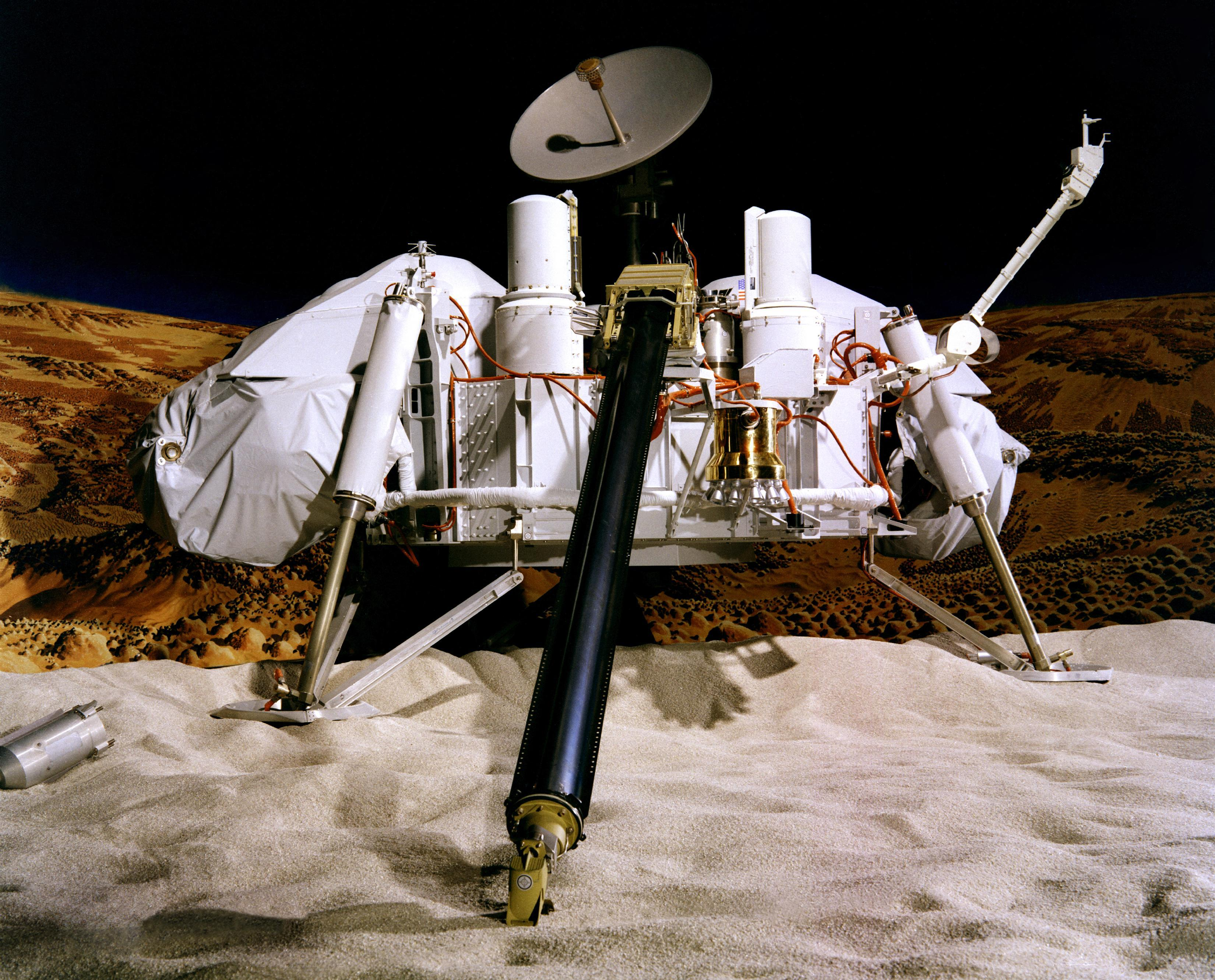
Atterrisseur Viking.

### Astromobile (rover)
Un astromobile ou rover est un engin spatial qui, après avoir été déposé à la surface d'un corps céleste, se déplace pour réaliser des études in situ en différents points présentant un intérêt scientifique. Il peut emporter de véritables petits laboratoires pour analyser les échantillons recueillis comme Mars Science Laboratory. Son énergie peut être produite par des panneaux solaires ou des RTG (générateur électrique nucléaire). Il est télécommandé si l'éloignement n'est pas trop important (Lune). Cependant la distance est trop grande pour les rovers martiens, impliquant des délais de communication importants. Ceux-ci disposent donc d'une certaine autonomie pour leurs déplacements qui repose sur des programmes d'analyse du terrain. Les déplacements sur une journée ne dépassent toutefois pas une centaine de mètres,. La Lune et Mars sont à l'heure actuelle les deux seuls corps où des astromobiles ont été envoyés.

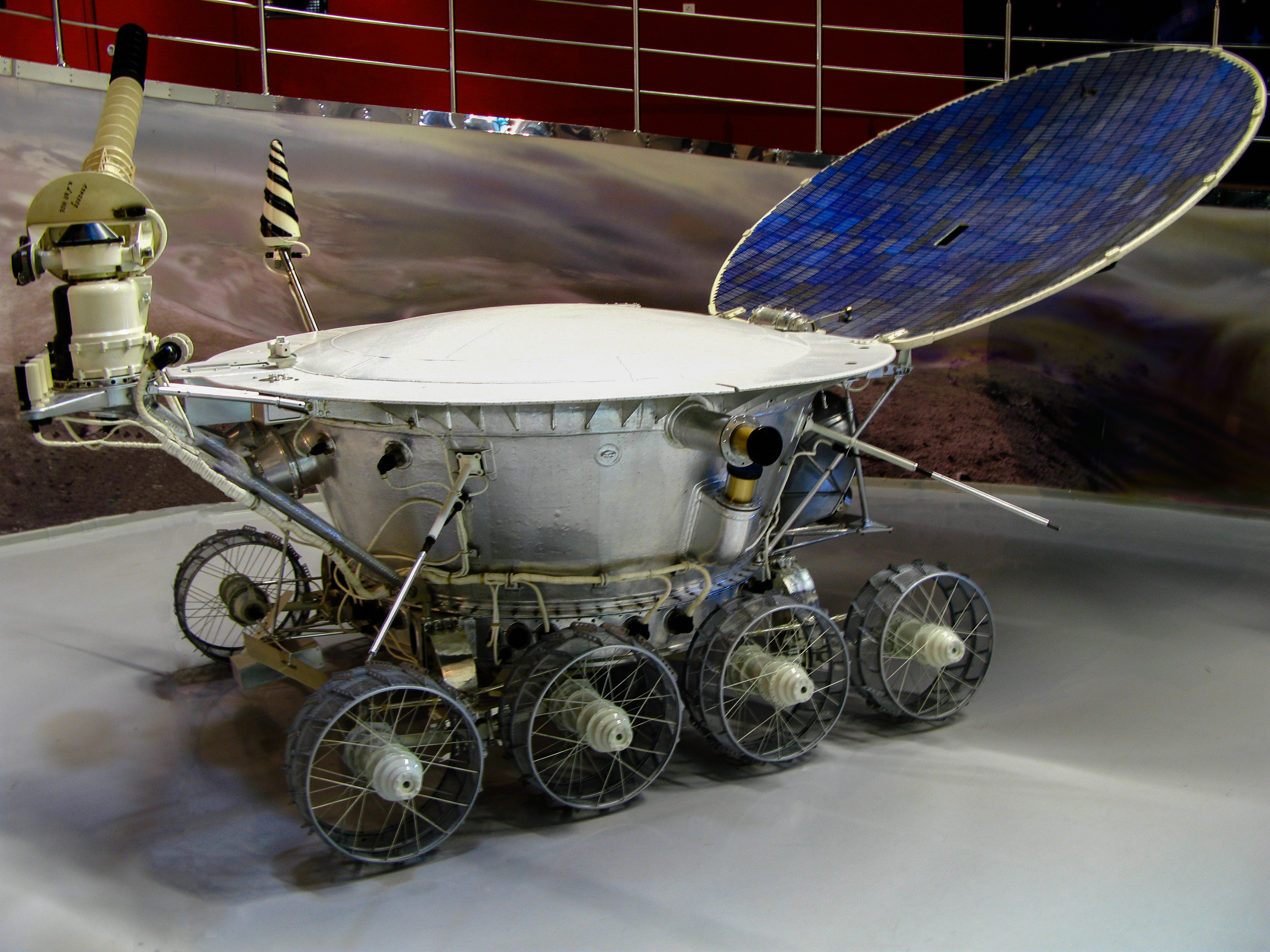
Le rover lunaire soviétique Lunokhod.
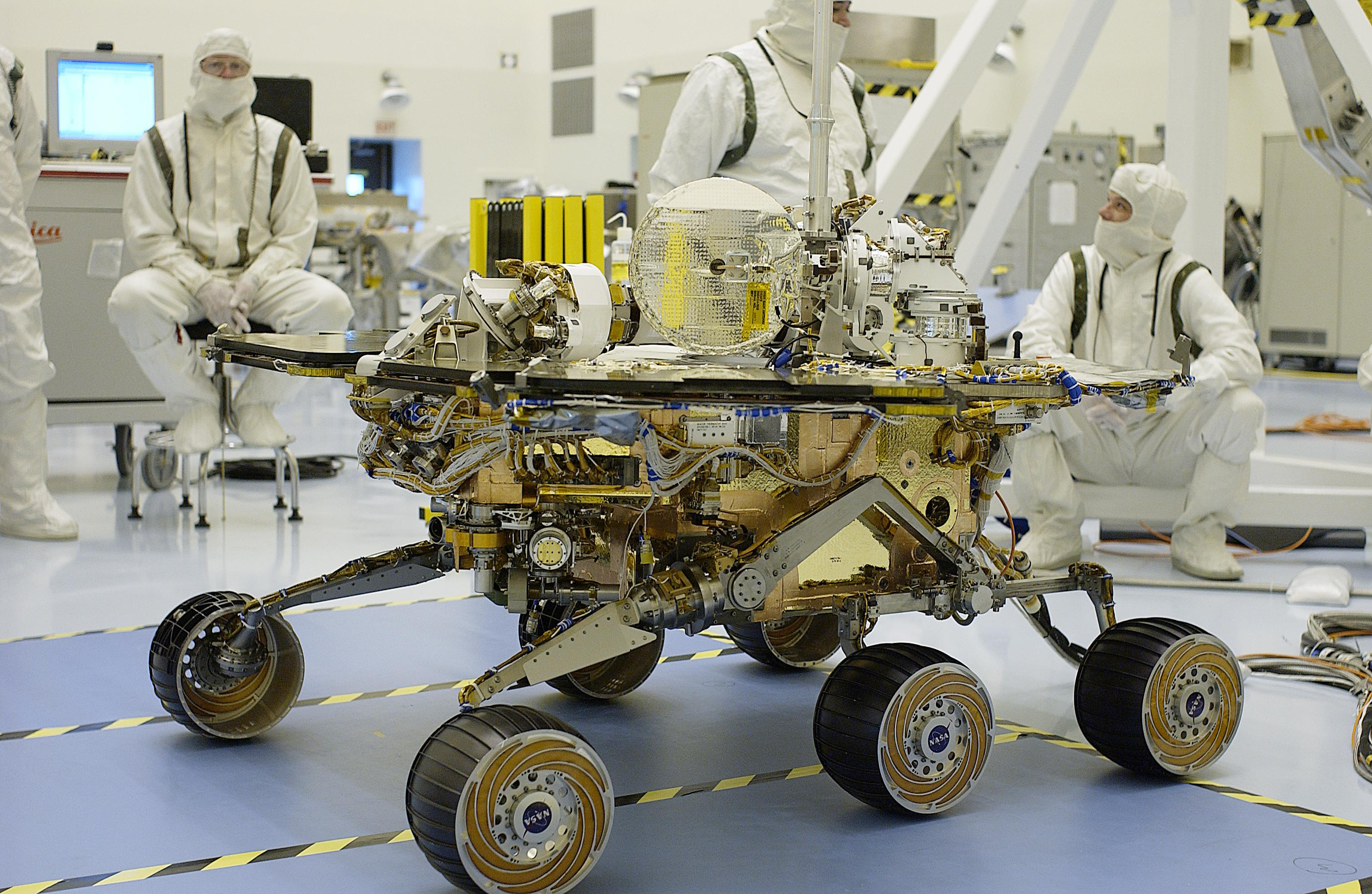
Le rover MER Spirit.
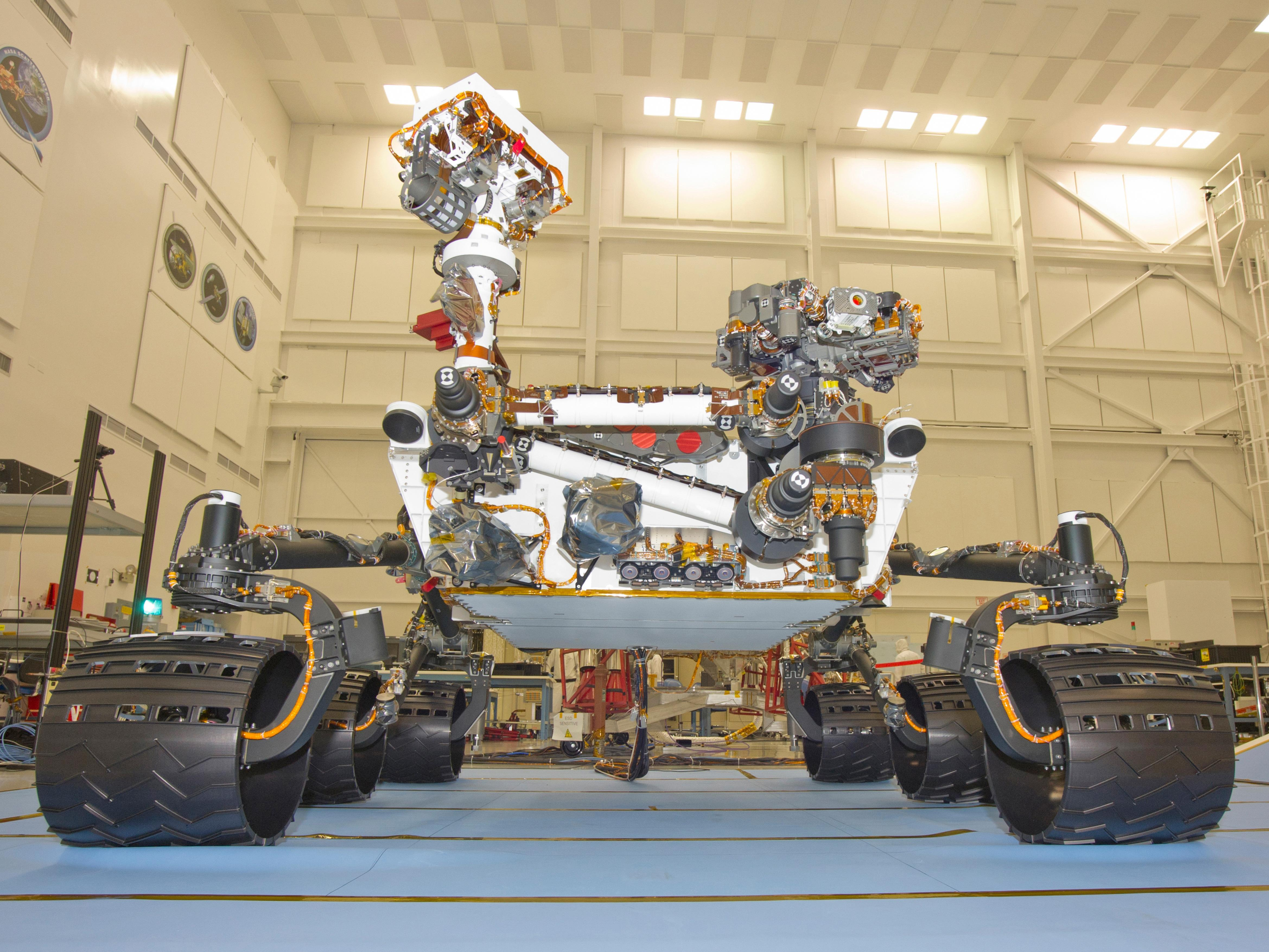
Le rover Curiosity.

### Aérobot
Un aérobot (contraction d'aéronef-robot) est une sonde planétaire de type aéronef. Souvent de type aérostat, ils peuvent aussi être de type aérodyne ou aérogire comme les futures sondes spatiales de type nouveau : Dragonfly et Mars Helicopter Scout. En termes techniques, c'est un véhicule robotique aéronautique d'exploration planétaire, ou bien un aéronef autonome d'exploration planétaire.

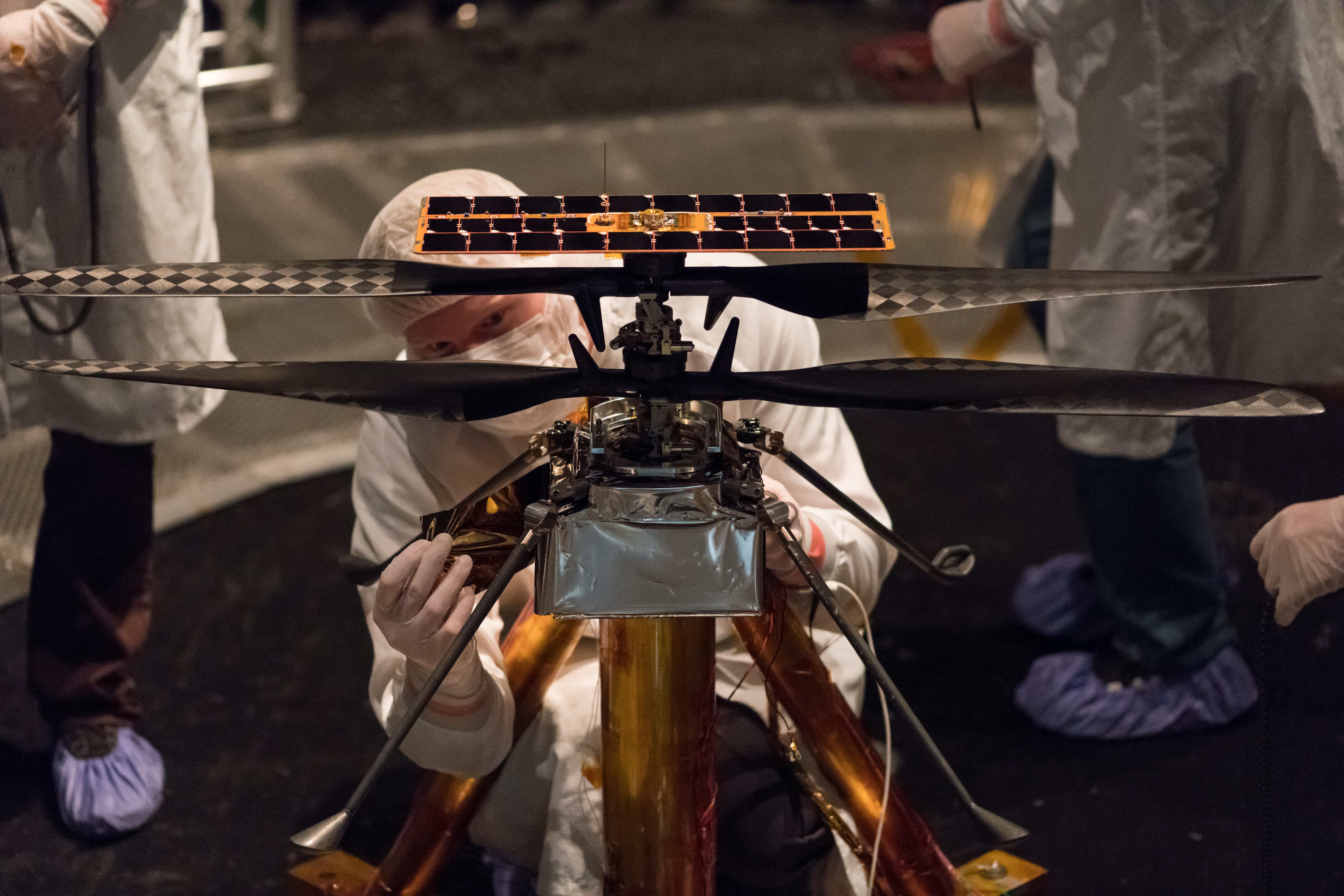
Un technicien sur un modèle aérogire durant la phase de test dans une chambre à vide au JPL, dans le cadre du projet de vol du mini-hélicoptère Ingenuity (a volé sur mars le 19 avril 21).
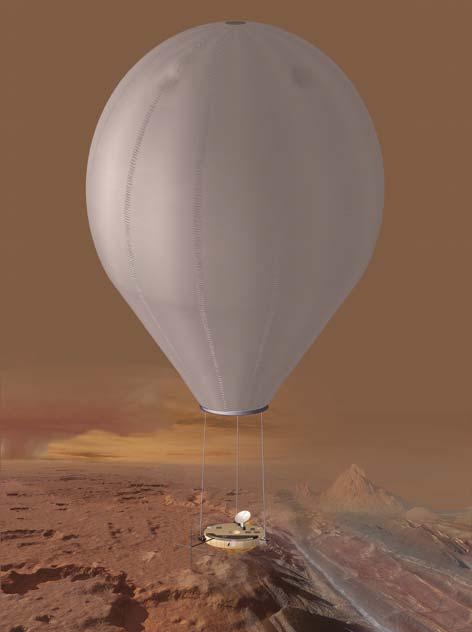
Montgolfière transportant des instruments étudiant l'atmosphère de Titan proposée dans le cadre du projet Titan Saturn System Mission.
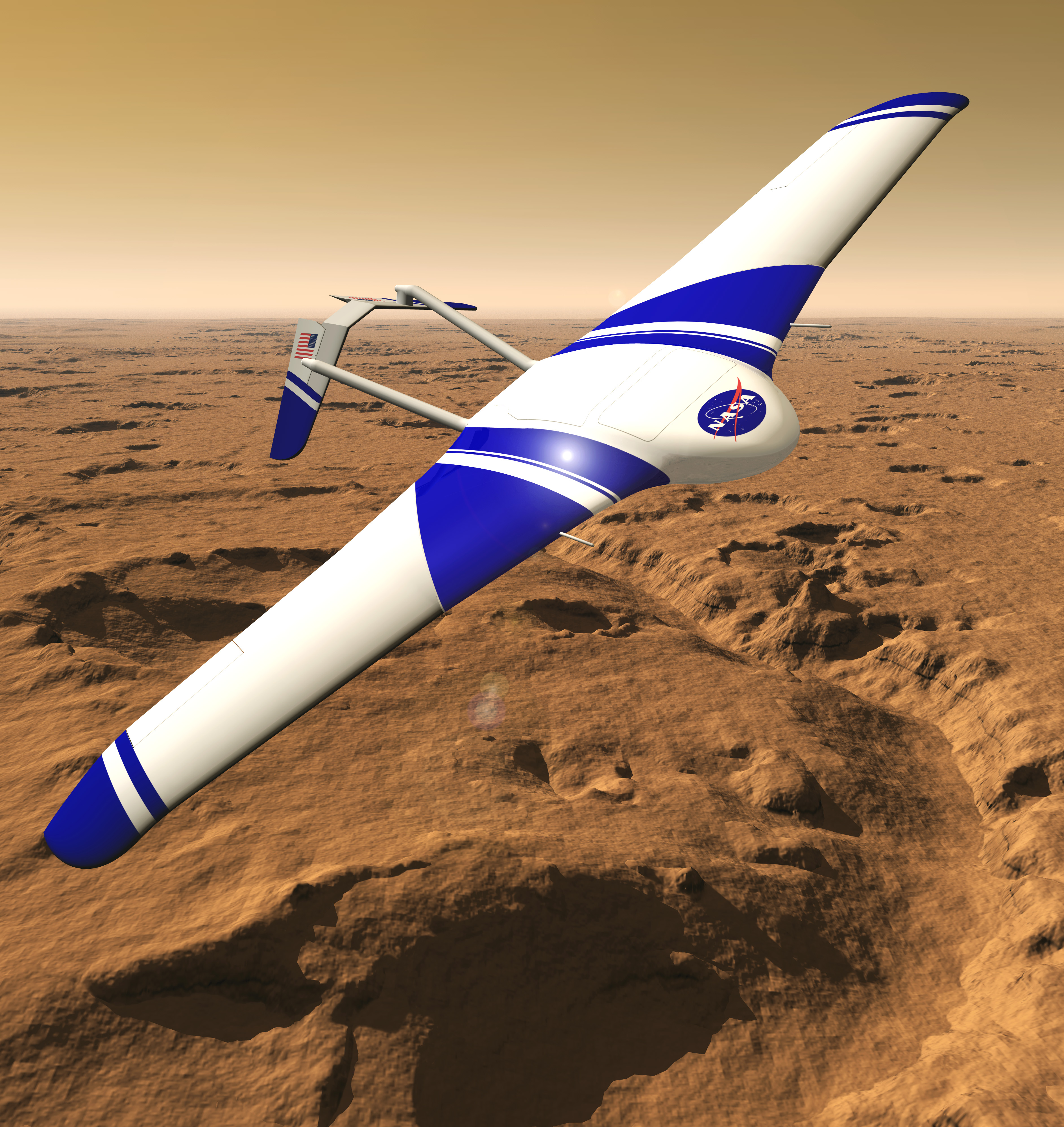
ARES, projet de planeur volant dans l'atmosphère de Mars étudié dans le cadre du programme Mars Scout (vue d'artiste).

### Mission de retour d'échantillons
Une mission de retour d'échantillon a pour objectif de ramener sur Terre à des fins d'analyses des échantillons d'un autre corps céleste — planète, comète, astéroïde — ou des particules interplanétaires ou interstellaires. Comparé à une étude réalisée sur place par les instruments d'un robot comme le rover martien Curiosity, le retour d'un échantillon de sol sur Terre permet d'effectuer des analyses avec une précision beaucoup plus importante, de manipuler l'échantillon et de modifier les conditions expérimentales au fur et à mesure des progrès de la technologie et de la connaissance. Ce type de mission comporte des difficultés importantes : il faut selon la cible capturer des particules circulant à plusieurs km/s, réaliser un atterrissage automatique sur un corps pratiquement dépourvu de gravité ou au contraire pouvoir atterrir et redécoller depuis un puits de gravité important, et dans tous les cas effectuer une rentrée dans l'atmosphère terrestre à grande vitesse et avec une grande précision. Le retour sur Terre d'échantillons de sol martien qui constitue en 2016 l'un des objectifs les plus importants pour l'étude du système solaire, n'a toujours pas été concrétisé pour des raisons à la fois financière et technologique.

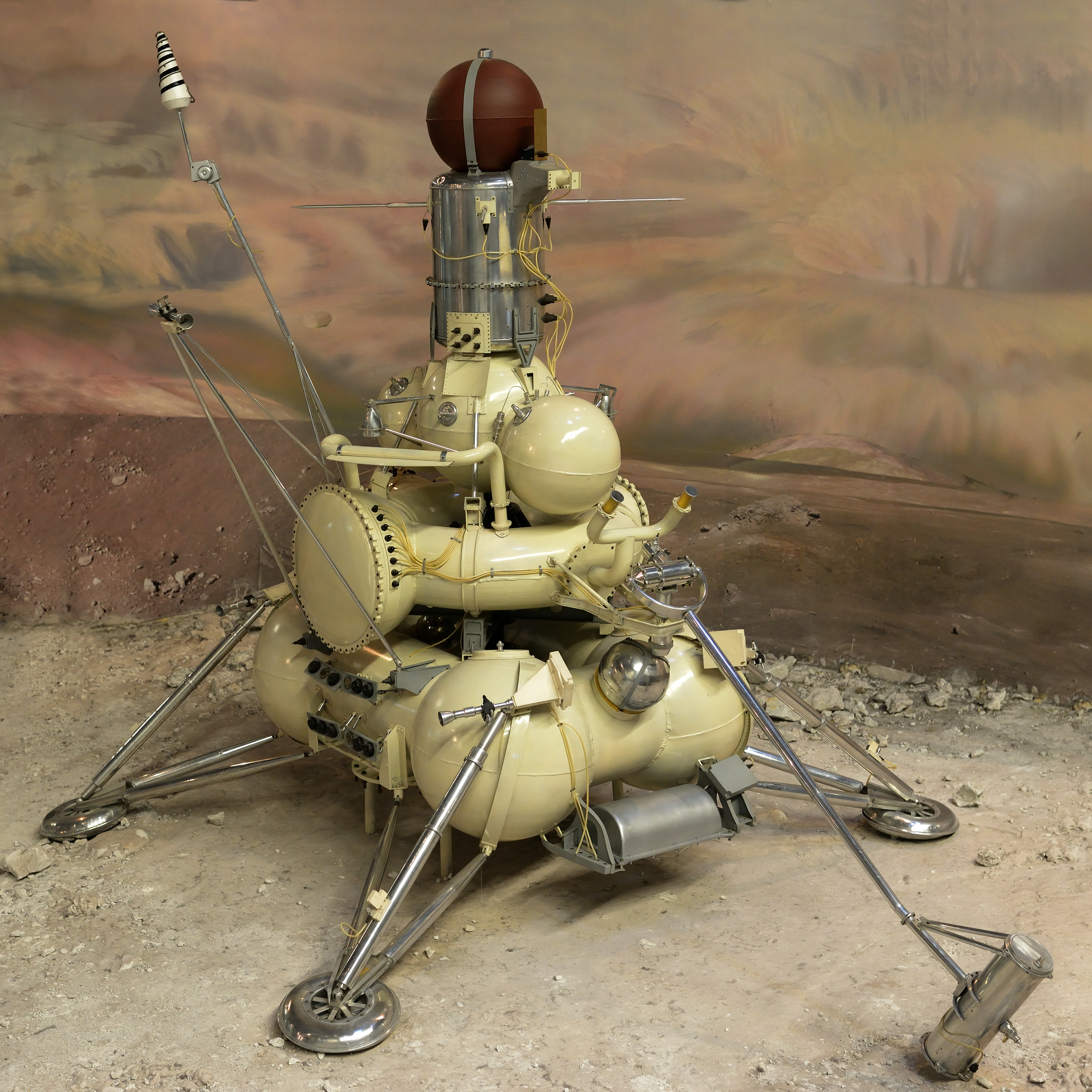
Maquette de l'atterrisseur lunaire Luna 16 avec son système de collecte et au sommet la fusée/capsule chargée du retour sur Terre.
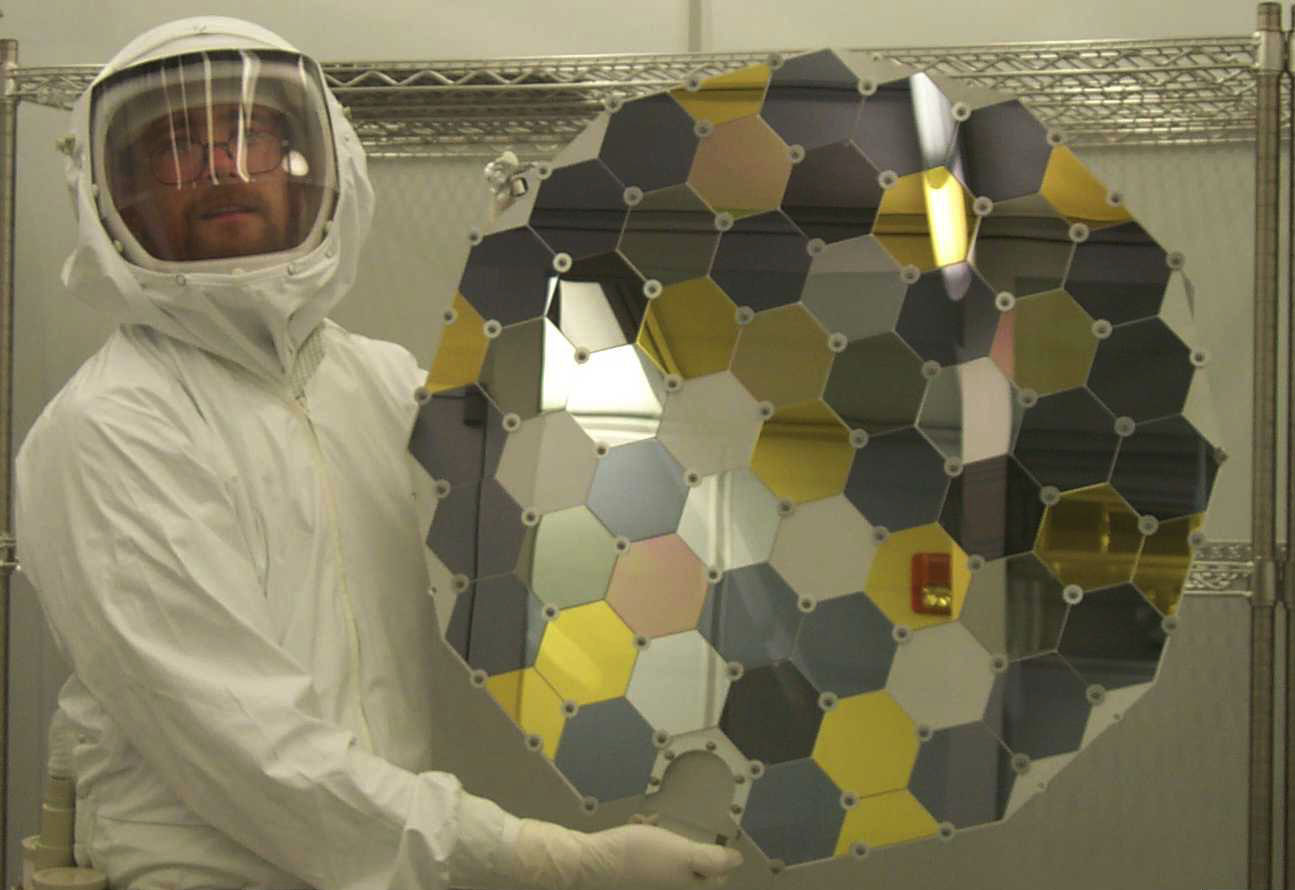
Collecteur de particules de vent solaire de Genesis
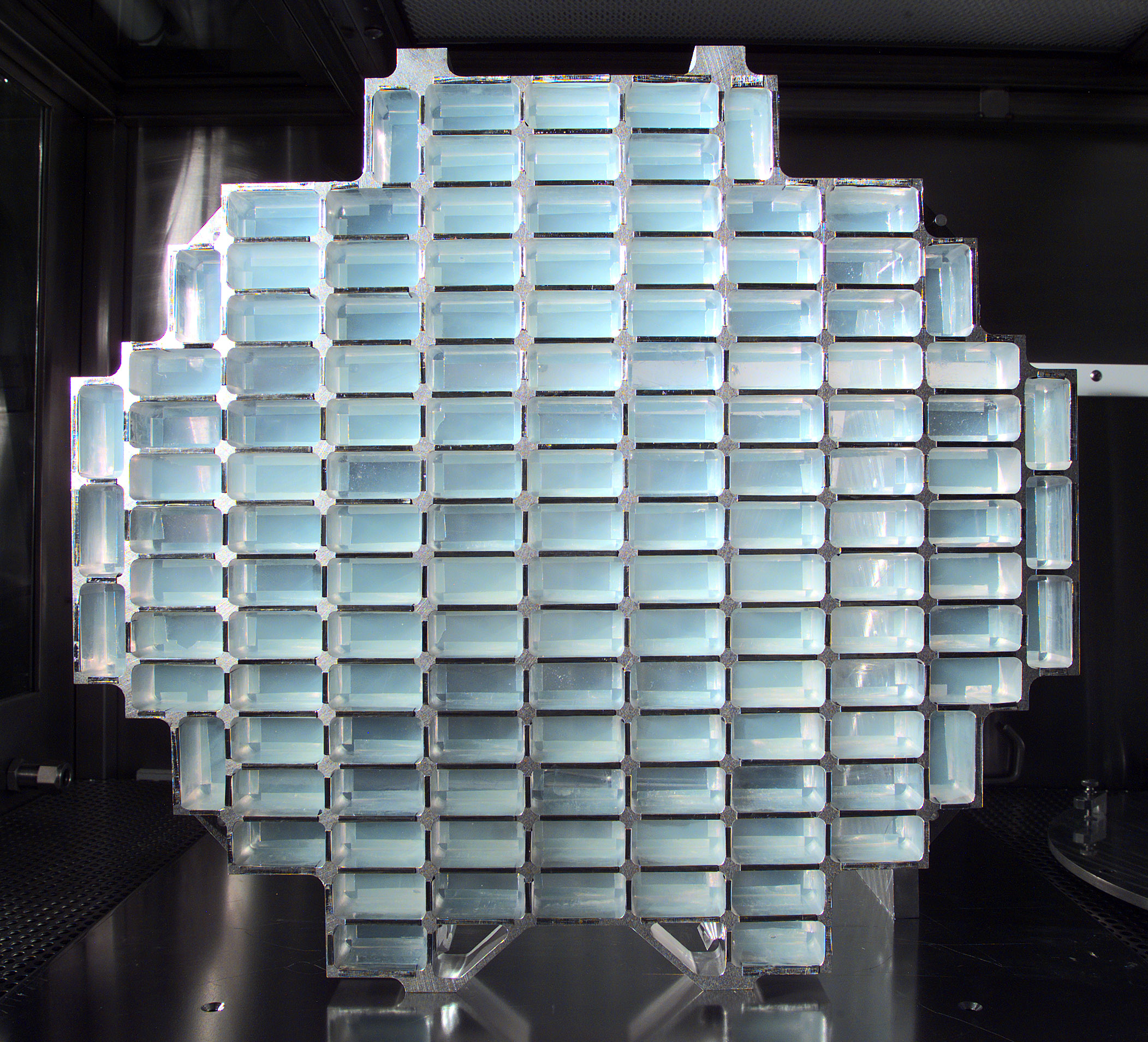
Collecteur de grains de poussière de la queue de comète constitué de blocs d'aérogel embarqués sur Stardust.

### Pénétrateur
Un pénétrateur est un petit engin spatial conçu pour pénétrer dans le sol d'un corps céleste (planète, lune, astéroïde ou comète) à grande vitesse en subissant une décélération de plusieurs centaines de g. Les informations recueillies par les instruments scientifiques embarqués sont de manière classique transmises par un petit émetteur au vaisseau mère en orbite qui le retransmet à son tour vers les stations sur Terre. Le pénétrateur évite l'emport de parachutes et de fusées nécessaires à un atterrissage en douceur et diminue beaucoup la masse de l'atterrisseur. Mais celui-ci doit pouvoir résister à l'impact ce qui crée en retour de nombreuses contraintes sur sa masse, sa structure et la conception de sa charge utile. Plusieurs projets de pénétrateurs n'ont pas dépassé la phase d'étude et, en 2013, seules deux missions ont mis en œuvre des pénétrateurs sans résultats du fait de la perte des vaisseaux mères : deux pénétrateurs Deep Space 2 étaient embarqués à bord de Mars Polar Lander et deux autres à bord de Mars 96,.

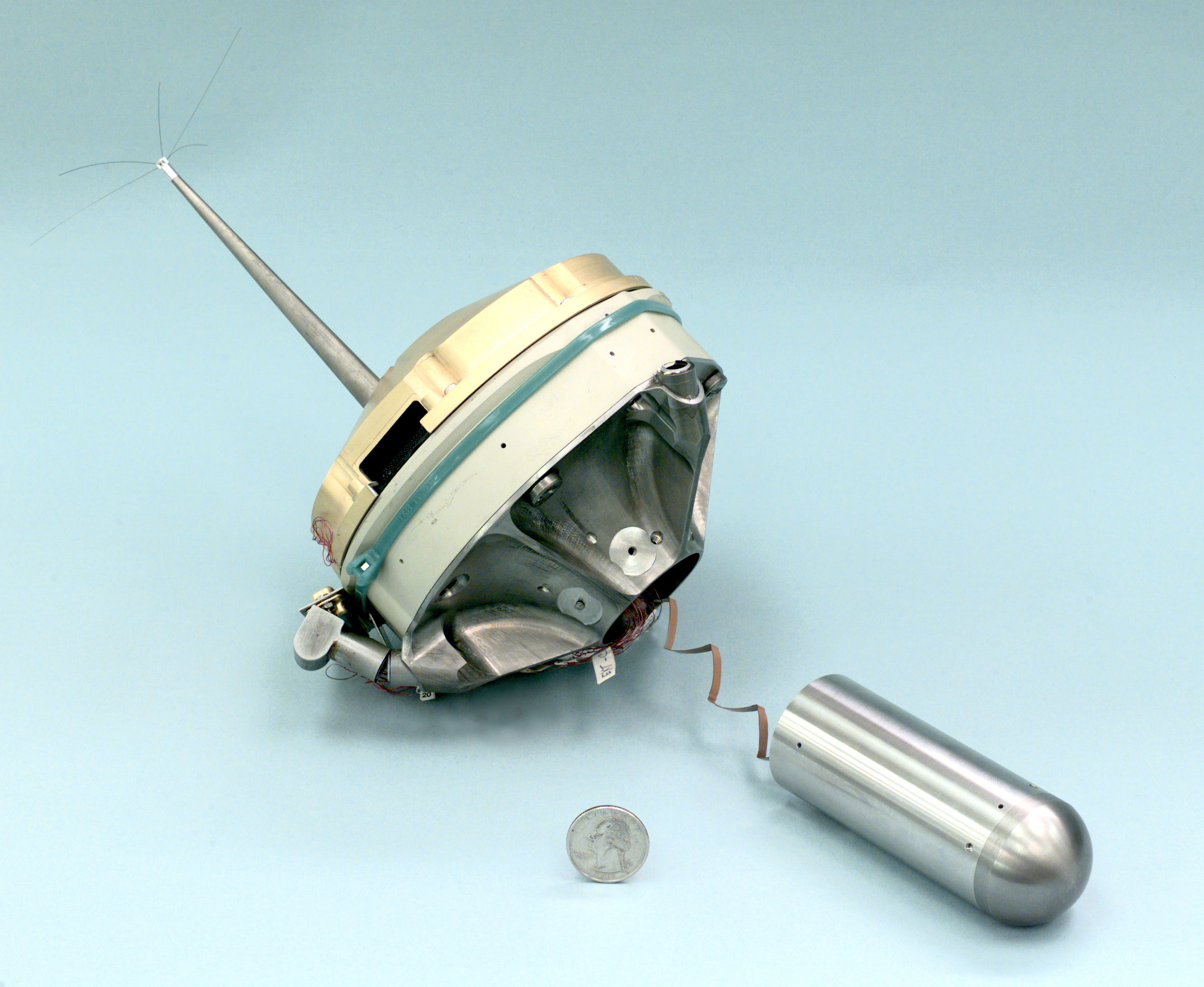
Pénétrateur Deep Space 2.
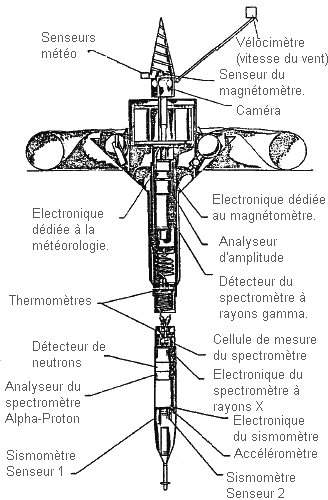
Pénétrateur Mars 96.

### Satellites de télécommunications
Un satellite de télécommunications est chargé de relayer les communications entre la surface d'un corps céleste où se trouve un atterrisseur ou un astromobile et la Terre. Ces engins sont dans leur écrasante majorité des orbiteurs ayant par ailleurs leurs propres objectifs scientifiques tels que 2001 Mars Odyssey ou Mars Reconnaissance Orbiter. Des projets de satellites martiens assurant uniquement une mission de relais de télécommunications n'ont pas abouti. Parmi les satellites de télécommunications existants ou en cours de développement on peut citer les satellites Queqiao chinois assurant le relais entre la Terre et des engins à la surface de la Lune sur sa face cachée (pas de liaison directe possible avec la Terre), les nanosatellites Mars Cube One dont le rôle était de relayer les télémesures de l'atterrisseur martien InSight durant sa descente vers la surface de la planète ainsi que le projet de constellation de satellites de télécommunications lunaire pour répondre aux besoins du programme Artemis avec comme précurseur expérimental la mission européenne Lunar Pathfinder.

### Démonstrateur technologique
Un démonstrateur technologique est un engin spatial dont l'objectif est de valider une nouvelle technique. Se rattachent à cette catégorie la mission de la NASA Deep Space 1 dont l'objectif principal était de valider l'utilisation de la propulsion ionique pour les missions interplanétaires et la mission lunaire européenne SMART-1 dont l'objectif était relativement similaire.

## Spécificités de la plateforme (bus)
Une sonde spatiale, comme tout engin spatial, comprend d'une part une plateforme (ou bus) qui prend en charge les fonctions communes (navigation, télécommunications, production d'énergie, propulsion, contrôle d'attitude) et une charge utile qui regroupe les instruments utilisés pour remplir la mission. La plateforme d'une sonde spatiale présente des spécificités par rapport à un satellite décrivant une orbite autour de la Terre.

### Énergie
Pour fonctionner, une sonde spatiale a besoin de disposer en permanence d'énergie. Les engins développés doivent disposer d'une puissance électrique qui peut atteindre plusieurs milliers de watts pour alimenter les ordinateurs embarqués, l'émetteur-récepteur radio, les moteurs, les instruments scientifiques, le système de régulation thermique ainsi que d'autres équipements. L'exploration du système solaire soulève des problèmes particuliers pour certaines destinations, qui justifient le recours à des solutions techniques spécifiques. Ainsi des missions à destination des planètes externes du système solaire, qui reçoivent trop peu de lumière du Soleil pour que les panneaux solaires soient efficaces, ou des missions à la surface de corps célestes qui connaissent des périodes d'éclipse prolongés (nuit lunaire de 15 jours) ou un éclairage atténué (Mars durant les tempêtes de poussière). Trois sources possibles d'énergie peuvent alimenter un engin spatial interplanétaire : les panneaux solaires, les RTG, seule solution pour les planètes externes trop éloignées du Soleil, et les batteries. Ces dernières peuvent être une source d'énergie chargée avant le lancement ou être utilisées comme un système de stockage temporaire de l'énergie produite par les panneaux solaires permettant de faire face par exemple à des périodes d'éclipse.

#### Panneaux solaires

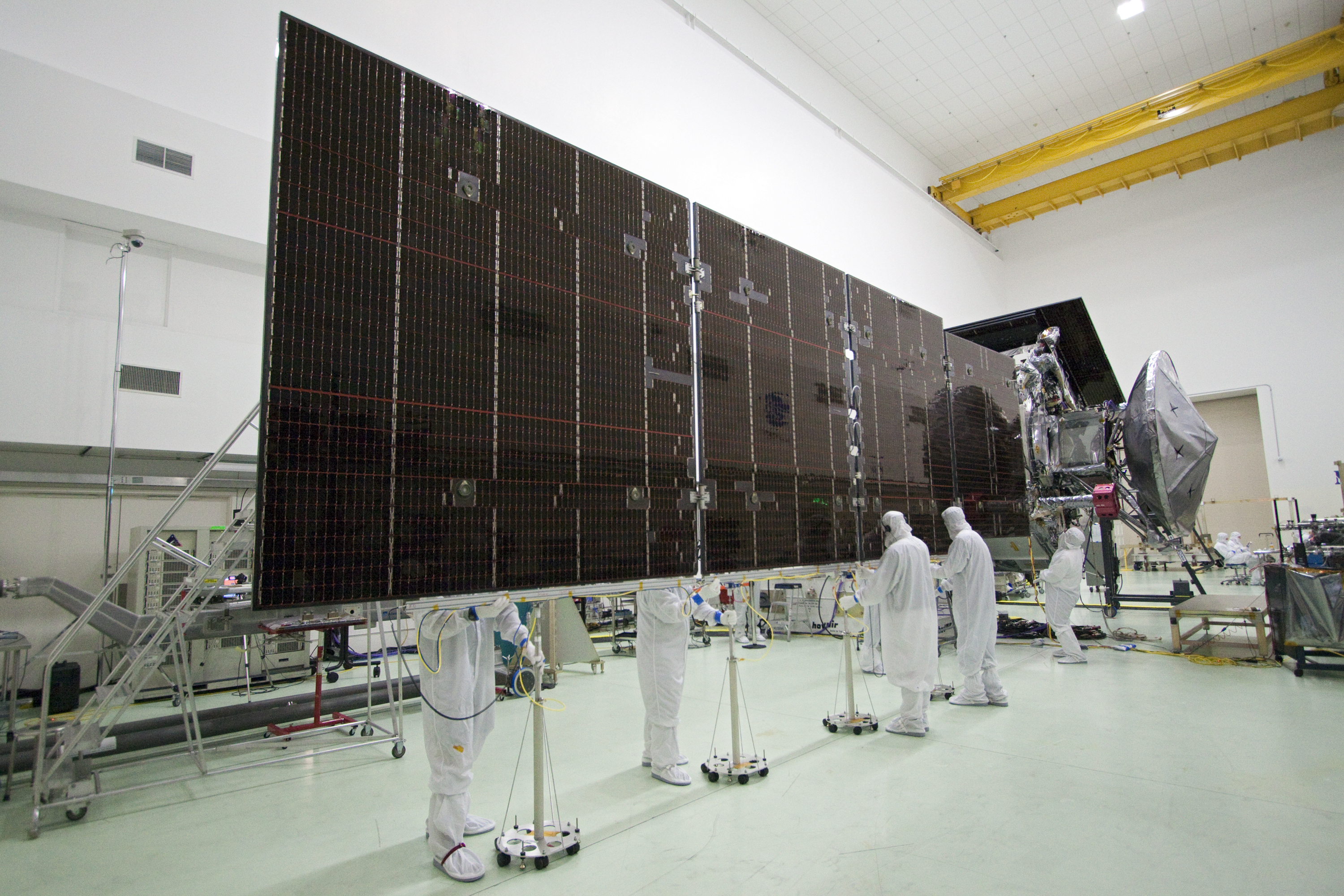
Un des deux ensembles de panneaux solaires fournissant l'énergie de la sonde spatiale Juno.

Les panneaux solaires sont formés d'un ensemble de cellules photovoltaïques qui chacune transforme l'énergie solaire par effet photoélectrique en courant électrique continu. Chaque cellule solaire est constituée d'un matériau semi-conducteur connecté avec des liaisons électriques. Plusieurs types de matériaux peuvent être utilisés tels que le silicium ou l'arséniure de gallium (GaAs) plus efficace mais plus coûteux. Les cellules les plus performantes sont constituées de plusieurs couches très minces de matériaux semi-conducteurs, capable chacune de convertir une large partie du spectre de l'énergie solaire, qui permettent d'atteindre, combinés avec d'autres dispositifs, un rendement de 47 % (47 % de l'énergie du Soleil est transformée en courant électrique). Le rendement des cellules solaires des premiers satellites des années 1960 était de 6 %. En connectant les cellules solaires en série (le pôle positif d'une cellule est connecté au pôle négatif d'une autre cellule) on augmente la tension du courant produit, tandis qu'en les connectant en parallèle (tous les pôles positifs sont connectés ensemble et tous les pôles négatifs sont connectés ensemble) on augmente l'intensité du courant. Le panneau solaire sert de support physique aux cellules solaires, comporte les circuits électriques reliant les cellules entre elles et maintient les cellules dans une plage de température acceptable. Plusieurs panneaux solaires peuvent être reliés entre eux pour former une « aile ». Généralement les panneaux solaires sont articulés et leur orientation peut être modifiée avec un ou deux degrés de liberté. Généralement en modifiant en permanence l'inclinaison des panneaux solaires, on cherche à obtenir selon le cas le maximum d'énergie si on fait en sorte que les rayons solaires frappent à la perpendiculaire le panneau. Mais cette facilité peut être également utilisée pour diminuer l'angle d'incidence des rayons solaires afin de limiter la montée en température ou adapter la production de courant à une demande plus faible (l'énergie électrique produite décroit comme le cosinus de l'angle d'incidence des rayons solaires). Sur une sonde spinnée (stabilisée par rotation), les panneaux solaires tapissent le corps de forme cylindrique et la moitié est à l'ombre tandis que la majorité des cellules ne reçoivent pas le Soleil sous un angle optimal.
Au niveau de l'orbite terrestre, l'énergie électrique théoriquement disponible est de 1,371 W/m2 dont 50 % peut être transformé en énergie électrique avec les cellules solaires les plus avancées. Abondante au niveau des planètes intérieures, la quantité d'énergie disponible est inversement proportionnelle au carré de la distance au Soleil. C'est ainsi qu'une sonde comme Juno envoyée en orbite autour de Jupiter cinq fois plus éloignée du Soleil que la Terre reçoit 25 (5×5) fois moins d'énergie solaire qu'au niveau de la Terre. La NASA a néanmoins choisi d'équiper cette sonde avec des panneaux solaires qui grâce à leur surface (45 m2 de cellules solaires) et leur technologie avancée parviennent dans ces conditions à fournir 428 watts (et 15 kW au niveau de l'orbite terrestre). Mais à cette distance du Soleil le recours au RTG est plus fréquent.
Les performances des panneaux solaires d'une sonde spatiale se dégradent sous l'action de plusieurs phénomènes. L'énergie reçue par le panneau solaire qui n'est pas convertie en énergie électrique est en partie réfléchie et en partie convertie en chaleur ce qui augmente la température des cellules. Lorsque sa température augmente la cellule solaire produit un courant de plus fort voltage mais l'ampérage diminue ainsi que la puissance produite (W = V × I). Cette diminution de la performance globale est de 1 % par degré Celsius pour les cellules en silicium et de 0,5 % pour les cellules en GaAs. Par ailleurs, quelques centaines d'heures après son déploiement, la performance d'un panneau solaire diminue de 1 % du fait des changements chimiques générés par la lumière. Enfin le facteur qui produit le plus de dommage, est l'action des particules énergétiques produites par le vent solaire ou les tempêtes solaires qui endommagent progressivement la structure cristalline. C'est ainsi que les panneaux solaires de la sonde Magellan, placée en orbite autour de Vénus, ont perdu les deux tiers de leur capacité au cours de leur vie opérationnelle. Cette dégradation progressive est prise en compte dans le dimensionnement des panneaux solaires au moment de la conception de la sonde spatiale.
| Sonde spatiale       | Destination | Date lancement | Source énergie primaire        | Puissance          | Autres caractéristiques                                                                                 | Remarques               |
| -------------------- | ----------- | -------------- | ------------------------------ | ------------------ | --- | ----------------------- |
| Cassini              | Saturne     | 1997           | 3 × générateurs à radioisotope | 885 watts          | |                         |
| Huygens              | Titan       | 1997           | Batteries Li SO2               | 1 600 watts-heures | Durée de vie opérationnelle quelques heures                                                             | Vaisseau mère : Cassini |
| Mars Global Surveyor | Mars        | 1996           | Panneaux solaires Si GaAs      | 1 000 watts        | Orientable avec 2 degrés de liberté                                                                     |                         |
| MESSENGER            | Mercure     | 2004           | Panneaux solaires AsGa / Ge    | 450 watts          | Orientable selon un degré de liberté 70 % de la surface des panneaux solaires recouverts de réflecteurs |                         |
| Juno                 | Jupiter     | 2011           | Panneaux solaires              | 450 watts          | Panneau fixe, surface des cellules : 45 m2                                                              |                         |

#### Générateur thermoélectrique à radioisotope

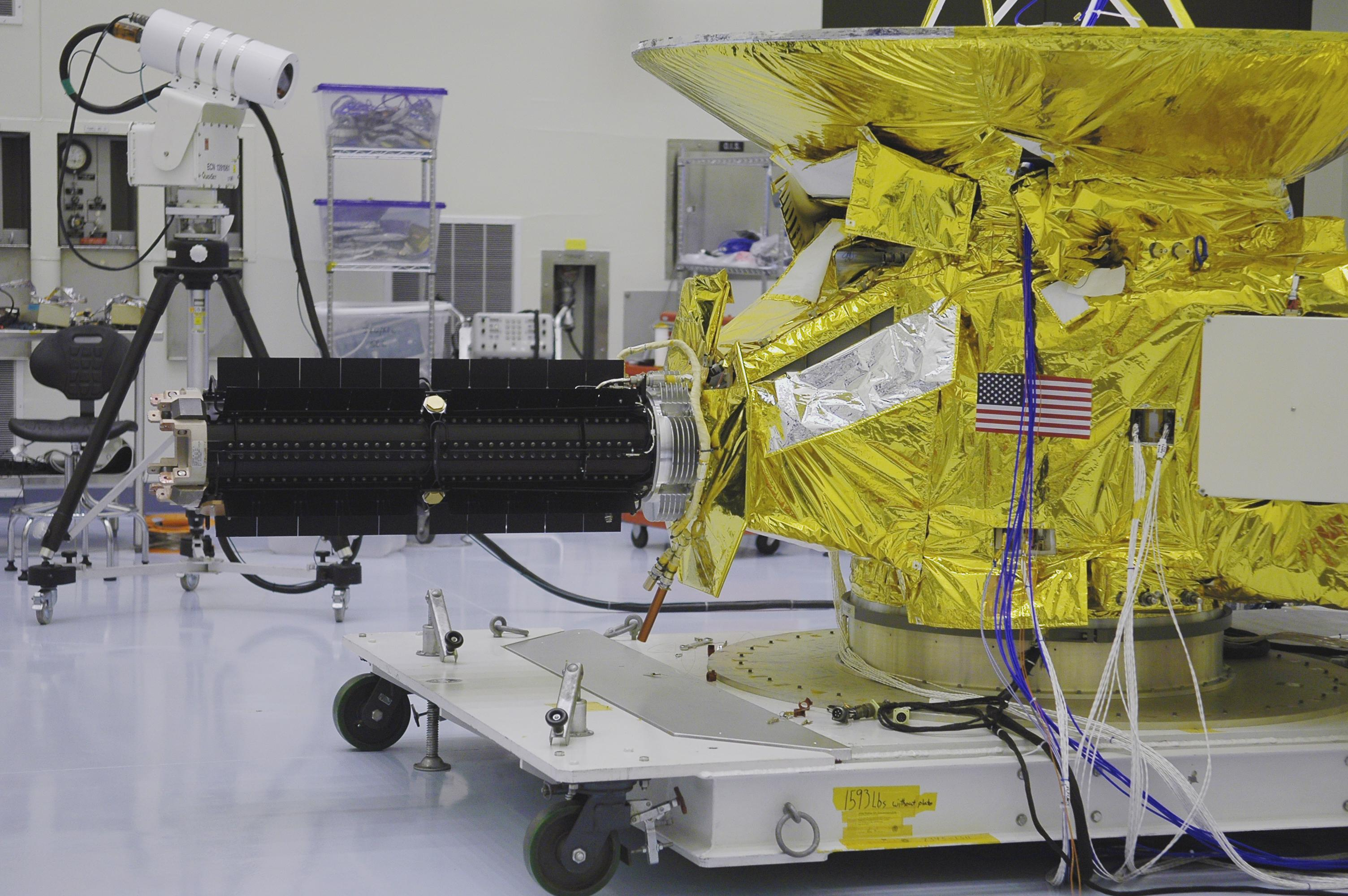
RTG de New Horizons.

Lorsque l'énergie solaire devient trop faible du fait de l'éloignement du Soleil un ou plusieurs générateur thermoélectrique à radioisotope remplace les panneaux solaires pour la production d'électricité. Ce générateur électrique produit de l'électricité à partir de la chaleur dégagée par la désintégration radioactive de matériaux riches en un ou plusieurs radioisotopes, généralement du plutonium 238 sous forme de dioxyde de plutonium 238PuO2. La chaleur est convertie en électricité par l'intermédiaire de thermocouples. L'efficacité énergétique est réduite : moins de 10 % de la chaleur produite est convertie en électricité et le reste doit être évacué par des radiateurs. Pour améliorer ces performances, les recherches actuelles s'orientent vers des convertisseurs thermoïoniques et des générateurs Stirling à radioisotope, qui pourraient multiplier le rendement global par quatre mais imposeraient des pièces mécaniques en mouvement susceptibles de se bloquer avec le temps. Le générateur thermoélectrique à radioisotope est particulièrement bien adapté à la production d'une alimentation électrique stable, sur une longue durée requise pour les instruments embarqués dans les sondes interplanétaires. Ainsi, le générateur embarqué sur la sonde New Horizons est capable de fournir une alimentation électrique stable de 200 W sur plus de 50 ans. Cependant la présence de plutonium 238 dans un engin susceptible d'être victime d'un échec du lanceur, suscite de fortes craintes dans une partie de l'opinion malgré des dispositifs de protection (blindage) qui se sont révélés en pratique efficaces.
Les sondes spatiales lancées vers Jupiter ou au-delà comme Voyager 1, Cassini ou New Horizons utilisent pour leur alimentation électrique des générateurs thermoélectriques à radioisotope. Toutefois, grâce aux rendements croissants des cellules solaires, les deux dernières sondes spatiales développées pour l'exploration de Jupiter - Juno et JUICE ont recours à des panneaux solaires qui sont toutefois de très grande taille (60 m2 pour Juno). Ces générateurs ont été également utilisés sur deux engins lancés vers la surface de Mars - Viking 1 et 2 et le rover Curiosity car ils permettent de s'affranchir du cycle jour/nuit et sont insensibles aux dépôts de poussière. Les générateurs fournissent des puissances modestes : 100 W (45 kg) pour Curiosity, 300 W (~56 kg) pour les sondes spatiales américaines en service au début du XXIe siècle. Pour répondre à leurs besoins électriques certaines sondes embarquent jusqu'à trois générateurs (Cassini, Voyager).

### Propulsion

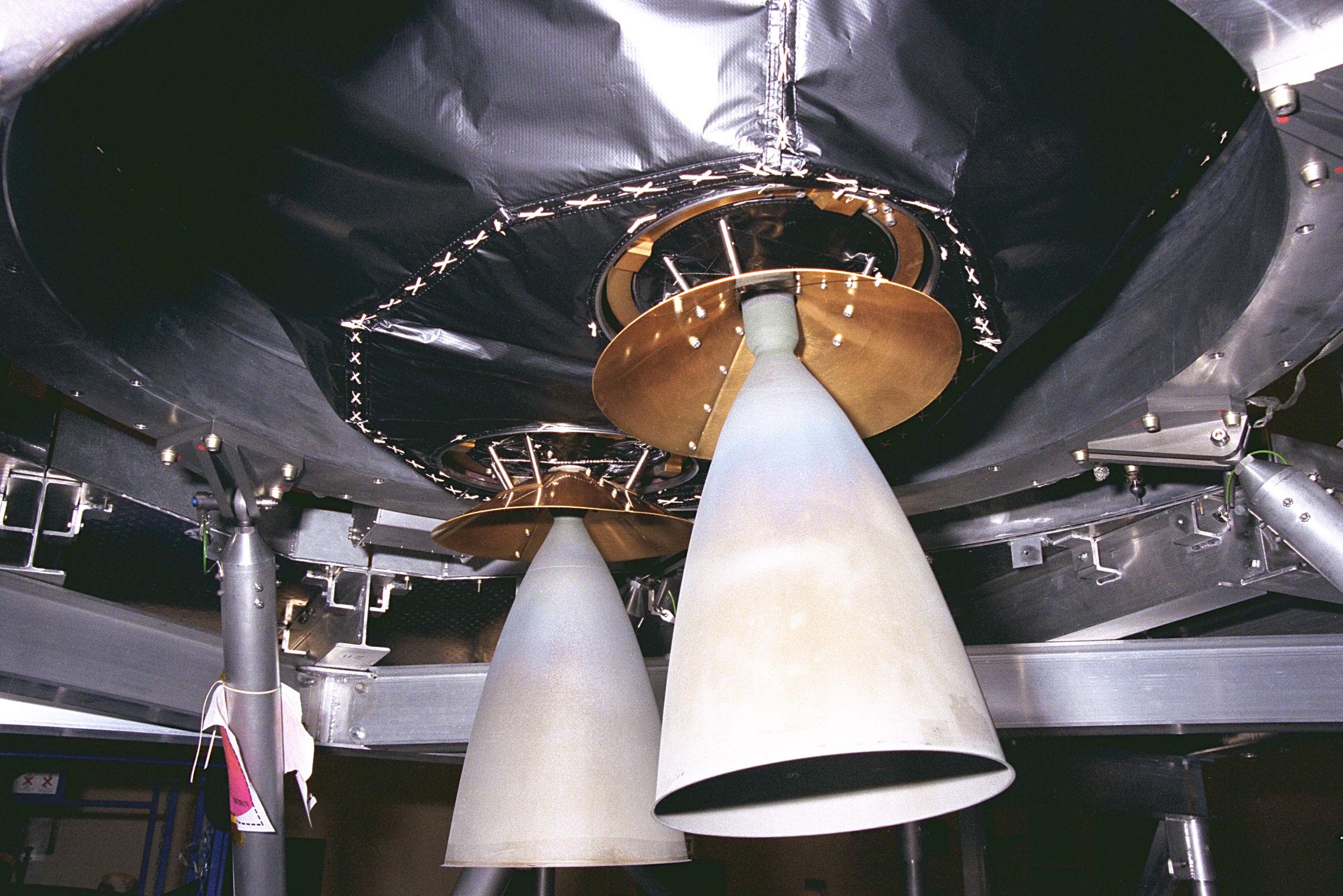
Tuyères de la propulsion principale de l'orbiteur Cassini.

Pour remplir sa mission, la sonde spatiale a besoin d'un système de propulsion. Celui-ci peut remplir plusieurs rôles qui dépendent des objectifs de la mission et de certains choix d'architecture de la sonde spatiale :
- mise en orbite autour de la planète à étudier (orbiteur) ;
- corrections de trajectoire ;
- désaturation des roues de réaction si la sonde spatiale a recours à ce système pour contrôler son orientation ;
- contrôle de l'orientation en l'absence de roues de réaction ;
- contrôle du vecteur vitesse lorsque la propulsion principale est utilisée.

Ces différents types d'utilisations nécessitent des propulseurs aux caractéristiques très différentes (poussée, nombre de mises à feu, durée). Aussi la sonde spatiale dispose généralement de plusieurs types de propulseurs pour faire face à ces besoins. De manière relativement classique, une sonde spatiale comporte un moteur-fusée principal d'une poussée de plusieurs centaines de newtons pour la mise en orbite, des grappes de petits propulseurs dont la poussée va de quelques dixièmes à quelques Newtons pour le contrôle d'orientation et des propulseurs de quelques dizaines de newtons pour les corrections de trajectoire ou d'orbite.
Le type de moteur-fusée utilisé est généralement un moteur à ergols liquides monoergol brûlant de l'hydrazine ou biergol (généralement hydrazine et peroxyde d'hydrogène. Ce type de moteur présente l'avantage d'être stockable sur de longues durées et d'être hypergoliques c'est-à-dire de brûler spontanément sans dispositif de mise à feu au simple contact d'un catalyseur (monoergol) ou dès la mise en présence des ergols (moteur biergol). Les moteurs utilisant des ergols cryogéniques (oxygène/kérosène) bien que beaucoup plus performants ne sont pas utilisés car ils sont difficiles à conserver dans la durée (par exemple l'oxygène liquide va s'évaporer) et que les mécanismes de mise à feu sont des processus complexes sujet à des défaillances.
Pour maximiser les performances de ces moteurs les ergols sont généralement mis sous pression par de l'hélium lui-même stocké dans des réservoirs sous haute pression. Mais les ergols peuvent également être simplement injectés dans la chambre de combustion à la pression de stockage dans leur réservoir (blow down) au détriment des performances mais avec un gain sur la complexité du système de propulsion. On trouve également plus rarement des petits propulseurs à gaz froid (utilisés pour éviter une pollution des instruments ou des échantillons recueillis. La propulsion à propergol solide n'a été utilisée que pour l'insertion en orbite au début de l'ère spatiale (atterrisseurs lunaires du programme Surveyor).
La propulsion électrique permet des rendements jusqu'à dix fois plus importants (la quantité d'ergols utilisée est diminuée en proportion) mais la poussée est très faible ce qui impose une architecture de mission particulière et ce type de propulsion nécessite une grande quantité d'énergie ce qui exclue les destinations trop éloignées du Soleil. Aussi son usage est limité à une minorité des missions lancées depuis le début du XXIe siècle : démonstrateurs Deep Space 1 et SMART-1, missions vers la ceinture d'astéroïdes Dawn, Hayabusa, Hayabusa 2 et Psyché, mission vers Mercure BepiColombo.
| Type propulsion                                   | Utilisation         | Utilisation                                | Utilisation         | Poussée            | Impulsion spécifique | Autre caractéristique                                                                  |
| Type propulsion                                   | Insertion en orbite | Correction trajectoire correction d'orbite | Contrôle d'attitude | Poussée            | Impulsion spécifique | Autre caractéristique                                                                  |
| ------------------------------------------------- | ------------------- | ------------------------------------------ | ------------------- | ------------------ | -------------------- | -------------------------------------------------------------------------------------- |
| Propulseur à gaz froid                            |                     |                                            | X                   | 0,05–20 N.         | 50-170               |                                                                                        |
| Propergol solide                                  | X                   |                                            |                     | 50- N.             | 280-310              | Utilisable une seule fois                                                              |
| Propulsion à ergols liquides                      |                     |                                            |                     |                    |                      |                                                                                        |
| Monoergol hydrazine catalytique                   |                     | X                                          | X                   | 220–240 N.         | 0,5-2500             |                                                                                        |
| Monoergol hydrazine à surchauffe                  |                     | X                                          | X                   | 280–300 N.         | 0,05-0,5             |                                                                                        |
| Diergol (monométhylhydrazine et peroxyde d'azote) | X                   | X                                          | X                   | 220–240 N.         | 5-500                |                                                                                        |
| Diergol (hydrazine et peroxyde d'azote)           | X                   | X                                          | X                   | 280–340 N.         | 5-500                |                                                                                        |
| Propulsion électrique                             |                     |                                            |                     |                    |                      |                                                                                        |
| Moteur ionique                                    | X                   | X                                          | X                   | jusqu'à 0,5 Newton | 3000-8000            | Rendement élevé mais poussée très faible, permet un delta-V très important (> 10 km/s) |
| Propulseur à effet Hall                           | X                   | X                                          | X                   | jusqu'à 1,5 Newton | 1000-3000            | Rendement moins élevé mais poussée plus importante                                     |

### Télécommunications

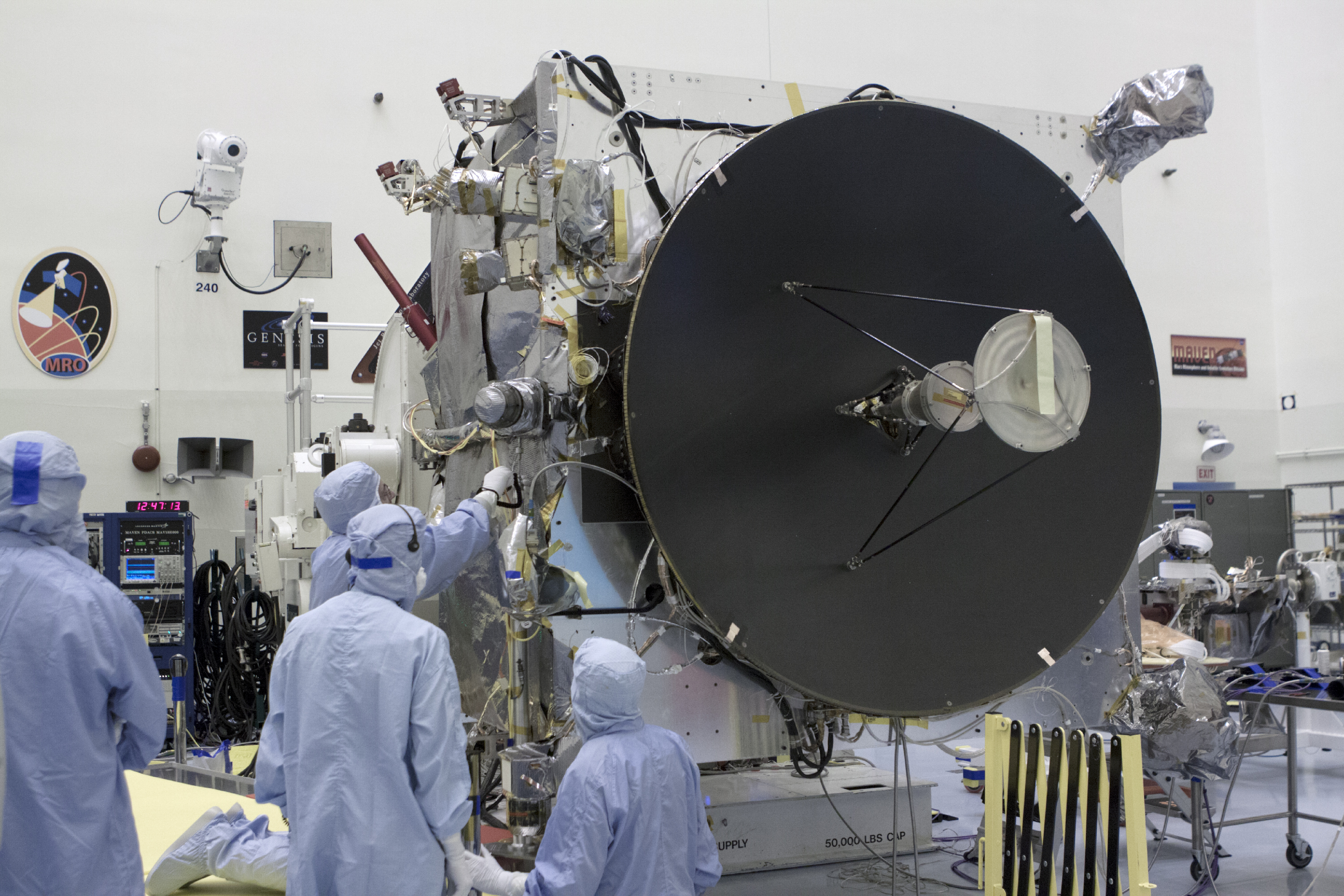
Antenne grand gain de l'orbiteur martien MAVEN.

Le système de télécommunications d'une sonde spatiale est chargé des échanges de données entre celle-ci et les stations à Terre. Ceux-ci comprennent dans le sens sonde spatiale-Terre (liaison descendante) les données télémétriques fournies périodiquement qui permettent de surveiller l'état de l'engin spatial ainsi que les données recueillies par les instruments scientifiques qui concrétisent les résultats de la mission. Dans le sens Terre-sonde spatiale (liaison montante) transitent les instructions données à la sonde ainsi que d'éventuelles mises à jour logicielles. Les caractéristiques du système de télécommunications dépendent de la distance entre la sonde spatiale et la Terre, de la quantité d'énergie disponible, de la masse de la sonde. Le composant le plus visible du système est l'antenne parabolique grand gain. Plus le diamètre de cette antenne est élevé, plus le faisceau radio émis peut être concentré et le débit est important, ce qui est vital lorsque la distance avec la Terre entraîne une forte baisse du débit. L'antenne peut être fixe ou orientable pour permettre de la pointer vers la Terre de manière indépendante de l'orientation retenue pour la sonde souvent contrainte par la direction du Soleil (production d'énergie) ou par rapport à l'objet étudié (caméras…).
Pour que la liaison radio fonctionne, il faut que le faisceau radio émis par l'antenne grand gain soit pointé précisément vers la Terre. La sonde spatiale dispose toujours par ailleurs d'antennes à faible gain omnidirectionnelles qui ne permettent qu'un débit de données très faible mais ne nécessitent aucun pointage. Ces antennes sont mises en œuvre à faible distance de la Terre mais elles permettent surtout de maintenir la liaison radio en cas d'échec de problème de pointage de l'antenne grand gain, par exemple lorsque la sonde spatiale ne parvient plus à maintenir son orientation à la suite d'une défaillance de son calculateur ou de son système de contrôle d'attitude. Il existe également des antennes aux caractéristiques intermédiaires dites moyen gain qui émettent un faisceau large de 20 à 30° avec des débits moyens. L'émetteur radio émet en bande S, X ou Ka.

#### Liaisons optiques

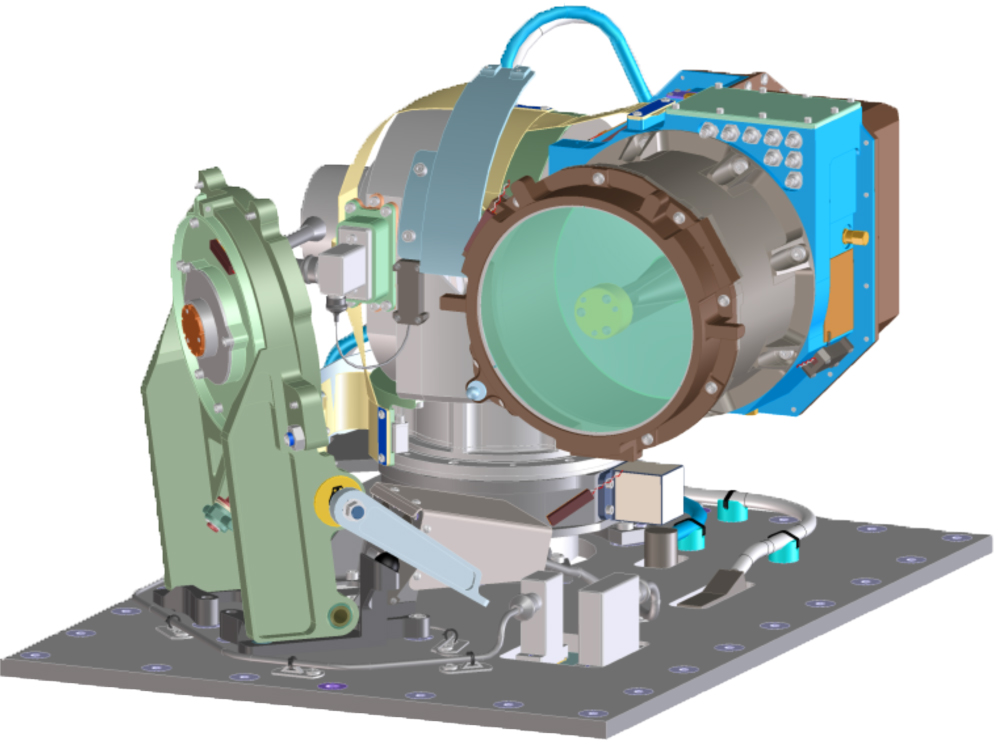
Schéma du terminal optique de la sonde spatiale lunaire LADEE de la NASA.

Les communications entre la Terre et un engin spatial explorant le système solaire, donc situé à très grande distance de la Terre, sont difficiles car le diamètre du faisceau d'ondes arrivant sur la Terre augmente comme le carré de la distance entre la sonde spatiale et la station de réception sur Terre. Or, plus le faisceau d'ondes est large, plus le signal reçu est faible. Dans le cas d'une sonde spatiale circulant au niveau de Pluton ou de Neptune, objets célestes distants d'environ quatre milliards de kilomètres de la Terre, le diamètre du faisceau d'ondes au niveau de la Terre est dix milliards de fois plus large que celui émis par un satellite circulant sur une orbite géostationnaire terrestre. Autrement dit, un émetteur radio capable de transmettre dix gigabits par seconde depuis l'orbite géostationnaire ne pourra transmettre qu'un unique bit par seconde depuis les orbites de Pluton ou Neptune. Pour accroitre ce débit, on a d'une part amélioré la capacité des équipements radio embarqués sur les sondes spatiales (utilisation de fréquences radio plus courtes, augmentation du diamètre de l'antenne pour obtenir un faisceau d'ondes plus étroit comme la bande Ka) et d'autre part optimisé les stations réceptrices (sensibilité des récepteurs, diamètre de l'antenne accru). Ces efforts ont permis d'atteindre un débit de 6 Mb/s depuis l'orbite martienne à bord de Mars Reconnaissance Orbiter (MRO) grâce au changement de fréquences (utilisation de la bande Ka], à 32 GHz, au lieu de la bande X, à 8 GHz) et un peu plus de 1 kb/s depuis l'orbite de Pluton,). Mais les perspectives d'amélioration des émetteurs et récepteurs radio sont réduites. Il est difficile d'augmenter la taille de l'antenne parabolique utilisée par la sonde spatiale car on est limité par le diamètre de la coiffe du lanceur. Côté récepteur, les antennes paraboliques atteignent une taille qu'il devient difficile de dépasser (70 mètres pour les plus grosses antennes du Deep Space Network de la NASA) et on ne peut guère améliorer les mesures prises pour réduire le bruit de fond car les amplificateurs sont d'ores et déjà maintenus à des températures proches du zéro absolu.
Les instruments embarqués sur les engins explorant le système solaire génèrent des volumes de données de plus en plus importants, en particulier les caméras, les radars et les spectromètres. Ainsi, du fait du goulot d'étranglement constitué par les capacités du système de communication, les engins chargés de réaliser la cartographie de Mars, comme MRO, n'ont pu réaliser celle-ci à la résolution maximale que sur une faible proportion de la surface de la planète, malgré deux décennies d'observation continue. Pour cette raison, la résolution spatiale et spectrale effective des données collectées par les sondes spatiales est de plusieurs ordres de grandeur inférieure à celle des instruments utilisés sur les satellites orbitant autour de la Terre.
Pour augmenter le débit de ses missions interplanétaires, la NASA expérimente depuis le début de la décennie 2010 le recours à une liaison optique. La fréquence beaucoup plus élevée du rayonnement optique (le proche infrarouge est utilisé) combinée à un rayonnement cohérent (laser) permettent d'obtenir un débit nettement plus important et un faisceau dont la divergence est réduite. L'équipement optique embarqué demande également moins de puissance électrique et une masse inférieure à celle des équipements radio. L'utilisation du laser dans ce contexte se heurte toutefois à la nécessité d'un pointage extrêmement précis depuis un support se déplaçant éventuellement à grande vitesse par rapport au récepteur et à des problèmes de transparence de l'atmosphère, lesquels peuvent interdire toute liaison durant une proportion significative de l'année.
Deux sondes spatiales ont été équipées à titre expérimental d'un équipement de transmission optique. En 2013/2014 la sonde spatiale LADEE, placée en orbite autour de la Lune à environ 350 000 kilomètres de la Terre, a utilisé un terminal optique Lunar Laser Communications Demonstration (LLCD) pour communiquer avec la Terre. Un débit descendant de 622 Mbs/s et ascendant de 20 Mb/s a été atteint. La sonde spatiale Psyché, lancée en octobre 2023, est elle équipée d'un système de télécommunications optique Deep Space Optical Communications (DSOC), qui doit être utilisé à titre expérimental pour des communications à des distances allant jusqu'à plus de 300 millions de kilomètres.

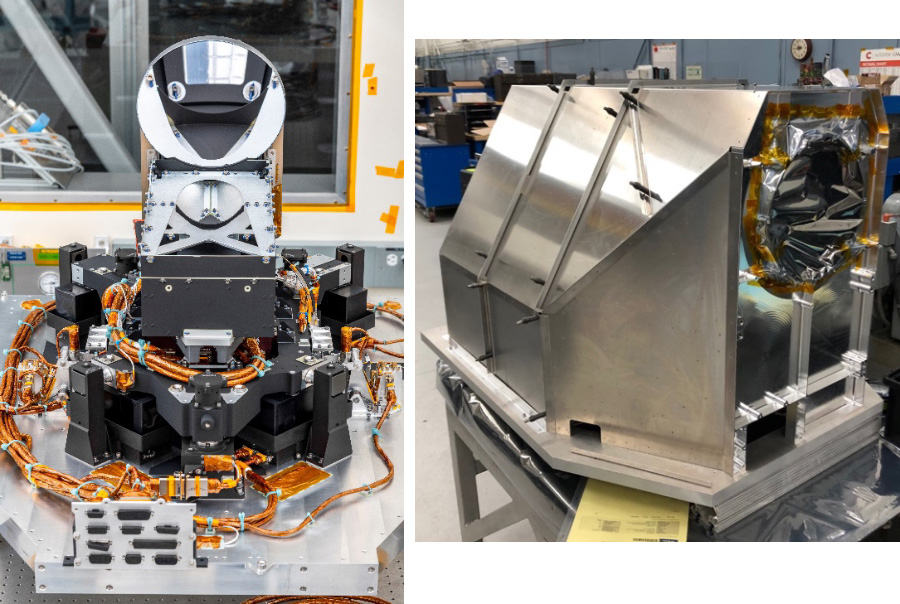
Équipement DSOC de la sonde spatiale Psyché. À gauche, le banc optique, qui comprend notamment le miroir primaire et la plateforme montée sur des plots mobiles permettant d'ajuster le pointage avec six degrés de liberté ; à droite, l'enveloppe du banc optique.

### Système de contrôle thermique
Le système de contrôle thermique est une fonction chargée de maintenir les équipements des engins spatiaux à une température nominale dans les toutes les phases de leur mission. Alors que sur Terre cette régulation se fait le plus souvent naturellement, l'environnement spatial a des caractéristiques (vide, micropesanteur, rayonnements), qui se traduisent par l'absence des processus modérateurs que sont la conduction thermique et de convection et qui génèrent des conditions thermiques extrêmes. Ainsi la température de certaines parties des engins spatiaux en orbite autour de la Terre et les sondes spatiales explorant le système solaire peut être proche du zéro absolu tandis que les faces exposées au Soleil peuvent atteindre plusieurs centaines de degrés Celsius. Le système de contrôle thermique d'un engin spatial doit maintenir les différents composants des équipements de l'engin spatial dans une plage de températures pour laquelle ils ont été conçus. Sa conception prend en compte les spécificités de la mission de l'engin spatial : cycles thermiques rapprochés d'un satellite en orbite autour de la Terre, froid extrême des missions à destination des planètes externes du système solaire ou températures très élevées pour les engins spatiaux aux trajectoires passant près du Soleil (exploration de Mercure, observatoires solaires). Il repose sur des dispositifs isolant le cœur de l'engin spatial de l'environnement thermique extrême et en évacuant si nécessaire la chaleur produite le fonctionnement des équipements. Le système de contrôle thermique utilise des équipements passifs (isolants multicouches, pare-soleils, réflecteurs, peinture) ou actifs (résistances chauffantes, caloducs…). L'évacuation de la chaleur repose sur le rayonnement thermique.
Le système de contrôle thermique est conçu pour répondre aux contraintes environnementales et à la nature de la charge utile de la mission. A ce titre les équipements mis en œuvre peuvent être très différents d'un engin spatial à un autre :
- les missions spatiales à destination des planètes externes du système solaire sont plongées dans un environnement très froid car éloigné du Soleil. Les équipements chargés de maintenir une température acceptable doivent produire une grande quantité de chaleur et peuvent absorber une bonne partie de l'énergie produite par l'engin spatial. En pratique ces missions ont souvent recours à des générateurs thermoélectriques à radioisotope pour produire l'énergie (électricité). Le rendement de ceux-ci est très faible (quelques pourcents) et la majeure partie de l'énergie est dégagée sous forme de chaleur qui peut être utilisée pour maintenir la température des équipements ;
- les missions spatiales ayant une trajectoire qui les amène à proximité du Soleil (certains observatoires solaires, missions à destination de la planète Mercure) sont confrontées à un environnement extrêmement chaud. Ils doivent utiliser de lourds boucliers thermiques pour maintenir la température des équipements à des niveaux acceptables. Par exemple l'observatoire solaire Parker reçoit un flux solaire 475 fois plus élevé qu'au niveau de l'orbite terrestre lors de son passage au plus près du Soleil (à une distance de 9,86 rayons solaires du Soleil). La surface exposée au Soleil atteint une température de 1400°C alors que la température de ses instruments ne doivent pas dépasser 30 °C[23]. La sonde spatiale MESSENGER en orbite autour de Mercure subit, lors de son survol de cette planète à une altitude de 200 kilomètres, un rayonnement thermique émis par celle-ci dont l'intensité quatre fois le rayonnement solaire au niveau de la Terre (soit 6 000 W/m2) qui vient s'ajouter au flux thermique solaire direct (9 116 W/m2)[24] ;
- certains instruments de mesure, dans le domaine optique, mettent en œuvre des équipements thermiques particuliers (cryostat, cryoréfrigérateur) afin de pouvoir être mis en œuvre à basse ou très basse température (télescope spatial observant dans l'infrarouge moyen et lointain…).

## Protection planétaire
La protection planétaire est un ensemble de recommandations portant sur la conception des missions spatiales interplanétaires et destinées à empêcher la contamination d'autres planètes par des micro-organismes terrestres, afin de ne pas compromettre l'étude scientifique de celles-ci. Les règles de protection planétaire concernent également le retour sur Terre d'échantillons d'autres corps célestes dans le but de ne pas contaminer notre propre planète. Ces règles, énoncées par le COSPAR, sont régulièrement mises à jour. Elles sont appliquées par les principales agences spatiales impliquées dans l'exploration du système solaire. Les règles de protection planétaire appliquées dépendent de la nature de la mission spatiale et du corps céleste visé.
Le risque, premièrement, est considéré comme croissant selon que la sonde spatiale effectue un simple survol du corps planétaire (le risque est alors lié à une éventuelle erreur de navigation qui ferait s'écraser la sonde spatiale), se place en orbite autour de la planète, atterrit mais reste en position fixe, atterrit et se déplace sur la planète.
Le deuxième critère est le corps céleste visé, qui peut être considéré comme plus ou moins favorable à la vie. Les cibles potentielles sont rangées dans trois catégories. La première contient la Lune, Mercure, Vénus, les astéroïdes non carbonées où la probabilité de survie d'un micro-organisme est très faible. Jupiter, Saturne, Uranus, Neptune, Pluton, les comètes et les astéroïdes carbonées sont rangées dans une catégorie intermédiaire. Enfin, la dernière catégorie regroupe Mars, Europe et Encelade. Le lieu d'atterrissage module également le risque selon que la zone d'atterrissage présente un milieu plus ou moins favorable au développement de la vie (présence d'eau, etc.).
Les mesures de protection planétaires sont particulièrement importantes lors de l'assemblage de l'engin spatial. Les différentes parties de celui-ci sont stérilisés par passage dans une étuve qui les maintient à une température supérieure à 100 °C durant plusieurs heures ou plusieurs jours. L'assemblage de la sonde spatiale est effectué dans une salle blanche dont l'atmosphère est filtrée,.

## Instruments scientifiques
La raison d'être des sondes interplanétaires est d'effectuer des investigations scientifiques. Celles-ci nécessitent l'emport d'instruments scientifiques qui constituent la charge utile de la sonde.

### Analyse du rayonnement électromagnétique au cœur de l'instrumentation scientifique

Spectre électromagnétique continu.

Exemple de spectre présentant des raies d'émission.

Exemple de spectre présentant des raies d'absorption.

La majorité des instruments scientifiques embarqués à bord d'une sonde spatiale, en particulier à bord d'un orbiteur, repose sur l'analyse du rayonnement électromagnétique émis par les objets observés. Ces instruments sont par exemple les caméras, spectromètres, et radars. Ils exploitent le fait que la matière dans tous ses états (gaz, solide…) émet des rayonnements qui constituent une signature permettant d'identifier et de quantifier ses composants (molécules ou à défaut type d'atome). En effet l'espace est en permanence traversé par le rayonnement électromagnétique produit par les objets célestes (étoiles, planètes) mais également résultant d'événements passés (explosion d'étoile, Big Bang…). Ce rayonnement est plus ou moins énergétique (des ondes radio les moins énergétiques aux rayons gamma en passant par le rayonnement micro-ondes, infrarouge, la lumière visible, l'ultraviolet et les rayons X) selon le phénomène qui lui a donné naissance. La matière interagit avec ce rayonnement : selon la longueur d'onde du rayonnement incident elle peut absorber ce rayonnement (raies d'absorption) ou elle peut le réémettre avec une intensité plus forte dans d'autres longueurs d'onde (raies d'émission). Le phénomène de la fluorescence dans laquelle un matériau est frappé par un rayonnement non visible et réémet dans le rayonnement visible est le cas le plus vulgarisé.

### Méthodes d'observation
Les instruments scientifiques sont rangés dans quatre grandes catégories en fonction de la méthode d'observation utilisée :

#### Télédétection / observation directe
La télédétection est l'observation d'un objet à distance. Les caméras permettent d'obtenir par cette méthode une image d'un objet lointain et un spectromètre mesure les longueurs d'onde du rayonnement électromagnétique émis par cet objet. L'observation directe ou in situ est la mesure de phénomènes au contact des capteurs de l'instrument : par exemple un magnétomètre mesure le champ magnétique au voisinage immédiat de l'instrument et un détecteur de poussières interplanétaires mesure les particules qui viennent frapper directement son capteur.

#### Instrument passif / actif
Les instruments qui effectuent des observations directes comme ceux qui fonctionnent par télédétection sont soit passifs soit actifs. Un instrument actif utilise de l'énergie pour sonder un objet : c'est par exemple le cas d'un radar qui émet des ondes radio qui sont réfléchies par l'objet étudié et analysées par l'instrument. C'est également le cas du spectromètre à particules alpha et à rayons X qui émet des particules de grande énergie à partir d'une source radioactive. Ces dernières viennent frapper l'objet mis à son contact (par exemple une roche) et l'instrument analyse les rayons X renvoyés par l'objet. Un instrument passif se contente d'observer ce qui est déjà là sans fournir d'énergie pour sonder l'objet. C'est le cas d'une caméra sauf si un spot lumineux à bord de l'engin spatial vient éclairer l'objet comme c'est le cas de la caméra embarquée sur Huygens).
| Schéma de la sonde Cassini avec l'emplacement des instruments scientifiques et des principaux équipements \| \| \| |              |
| 1 Magnétomètre MAG, 2 Spectromètre visible et infrarouge VIMS, 3 Analyseur plasma et ondes radios RPWS, 4 Caméras ISS, 5 Spectromètre infrarouge CIRS, 6 Spectrographe ultraviolet UVIS, 7 Imageur magnétosphère MIMI, 8 Spectromètre plasma CAPS, 9 Spectromètre de masse ion et atomes neutres INMS, 10 Radar, (le détecteur de poussière cosmique et du boîtier de radio science ne sont pas visibles sur ces vues). |              |
| Instruments de la sonde Cassini. | Équipements. |

### Catégories d'instruments scientifiques

#### Instruments imageurs

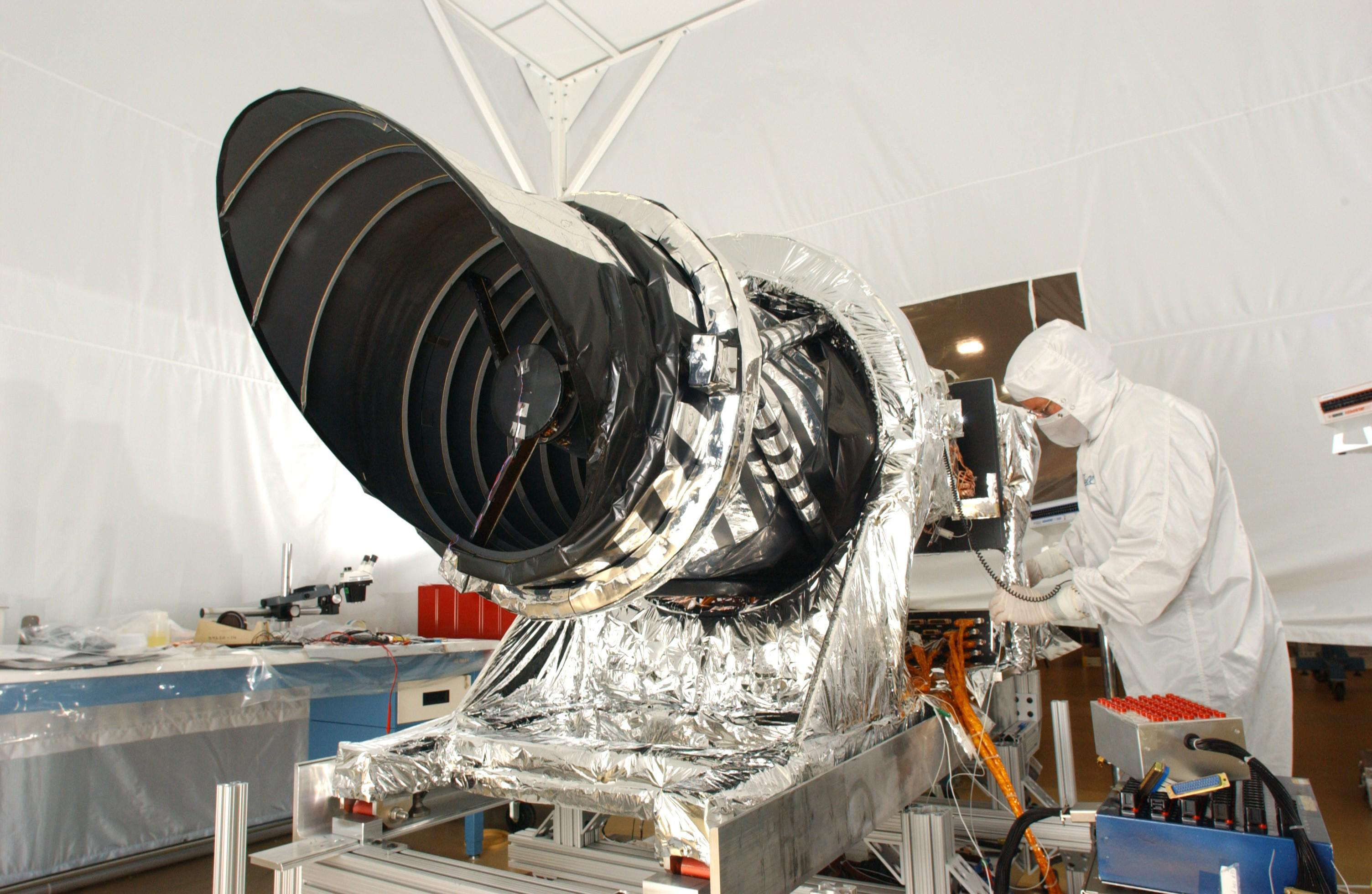
Caméra haute résolution HiRISE de l'orbiteur martien MRO.

##### Caméra optique
La caméra HiRISE (High Resolution Imaging Science Experiment) est l'instrument principal de la sonde spatiale Mars Reconnaissance Orbiter (MRO= placée en orbite en 2006 autour de la planète Mars. Sa partie optique est constituée d'un télescope de 50 cm de diamètre et d'une longueur focale de 12 m, qui reste en 2023 la plus grosse caméra jamais embarquée sur une sonde spatiale d'exploration du système solaire. Sa résolution spatiale au sol atteint 30 cm depuis une altitude de 300 km. Le détecteur est constitué de 14 capteurs CCD de 2 048 x 128 pixels, dont 10 comportent un filtre rouge et les quatre autres un filtre bleu, vert et proche infrarouge. Elle prend des clichés dans trois bandes de couleurs : en bleu-vert, en rouge et dans l'infrarouge. Pour faciliter la cartographie de sites potentiels d'atterrissage, la caméra HiRISE peut produire des images stéréo. On peut ainsi estimer le relief d'un site avec une précision de 0,25 m. La masse de l'instrument a pu être limitée à 65 kg en utilisant pour sa structure du plastique à renfort fibre de carbone et des miroirs en verre allégé. Chaque image à haute résolution a une taille de 28 mégabits.

#### Altimètre
L'instrument est un instrument de télédétection actif qui mesure la distance entre l'engin spatial et la surface du corps céleste (planète, satellite, etc.) qu'il survole. L'instrument envoie des impulsions lumineuses (laser) ou radio qui sont réfléchies par la surface. Il mesure le temps mis par chaque impulsion, qui a été réfléchi par le sol et se déplace à la vitesse de la lumière, pour revenir jusqu'à l'instrument. Les instruments de navigation permettent d'estimer la distance entre la sonde spatiale et le centre du corps céleste survolé. À partir de ces données l'altimètre permet de déduire la hauteur du terrain et de dresser une carte topographique de la surface.
L'altimètre laser MOLA (Mars Orbiter Laser Altimeter) de la sonde spatiale Mars Global Surveyor mesure l'altitude de la surface de Mars à l'aide d'un laser Nd-YAG. Celui-ci est constitué de 44 rangées de 1 000 diodes qui émettent dix fois par seconde des impulsions de 7,5 nanosecondes. Les impulsions émises dans la longueur d'onde de 1 064 nanomètres sont réfléchies par le sol et la lumière en retour est collectée par un télescope Cassegrain de 0,5 mètre de diamètre avec une longueur focale de 0,74 mètre. La lumière réfléchie est filtrée pour éliminer les réflexions des rayons solaires sur le sol avant d'être traitée par un détecteur utilisant des photodiodes à avalanche au silicium. L'objectif est de produire une carte topographique à haute résolution (0,2 x 0,2°) avec une précision verticale d'au moins 30 mètres, des cartes plus ciblées avec une précision verticale de 2 mètres et de fournir une carte globale (0,2 x 0,2°) de la réflectivité de la surface de Mars avec une précision d'environ 20 %. La masse de l'instrument MOLA est de 25,9 kg et sa consommation électrique en fonctionnement est de 30,9 watts.

#### Instrument de spectroscopie optique
Le spectromètre est un instrument optique de télédétection passif qui décompose la lumière incidente dans les différentes longueurs d'onde qui la compose tout en fournissant leur intensité. Le nombre de longueurs d'onde dépend de la résolution spectrale de l'instrument (jusqu'à quelques milliers). Les données obtenues permettent de déterminer les caractéristiques de la matière qui a émis ou réfléchi la lumière : température, pression, densité, luminosité, composition chimiques, ionisation, vitesse de rotation, vitesse relative, masse (à certaines conditions) ainsi que la composition et la densité de la matière s'interposant entre la source de la lumière et l'instrument. La spectroscopie a permis de nombreuses découvertes comme la présence d'un élément chimique dans le Soleil qui n'avait jusque là pas été identifié sur Terre (l'hélium), la composition de la surface et de l'atmosphère des planètes du système solaire, la présence de composés organiques complexes dans les nuages de l'espace interstellaire, l'expansion de l'univers, la composition de la présence de liquides à la surface de Titan, la lune de Saturne .

#### Spectromètre de masse

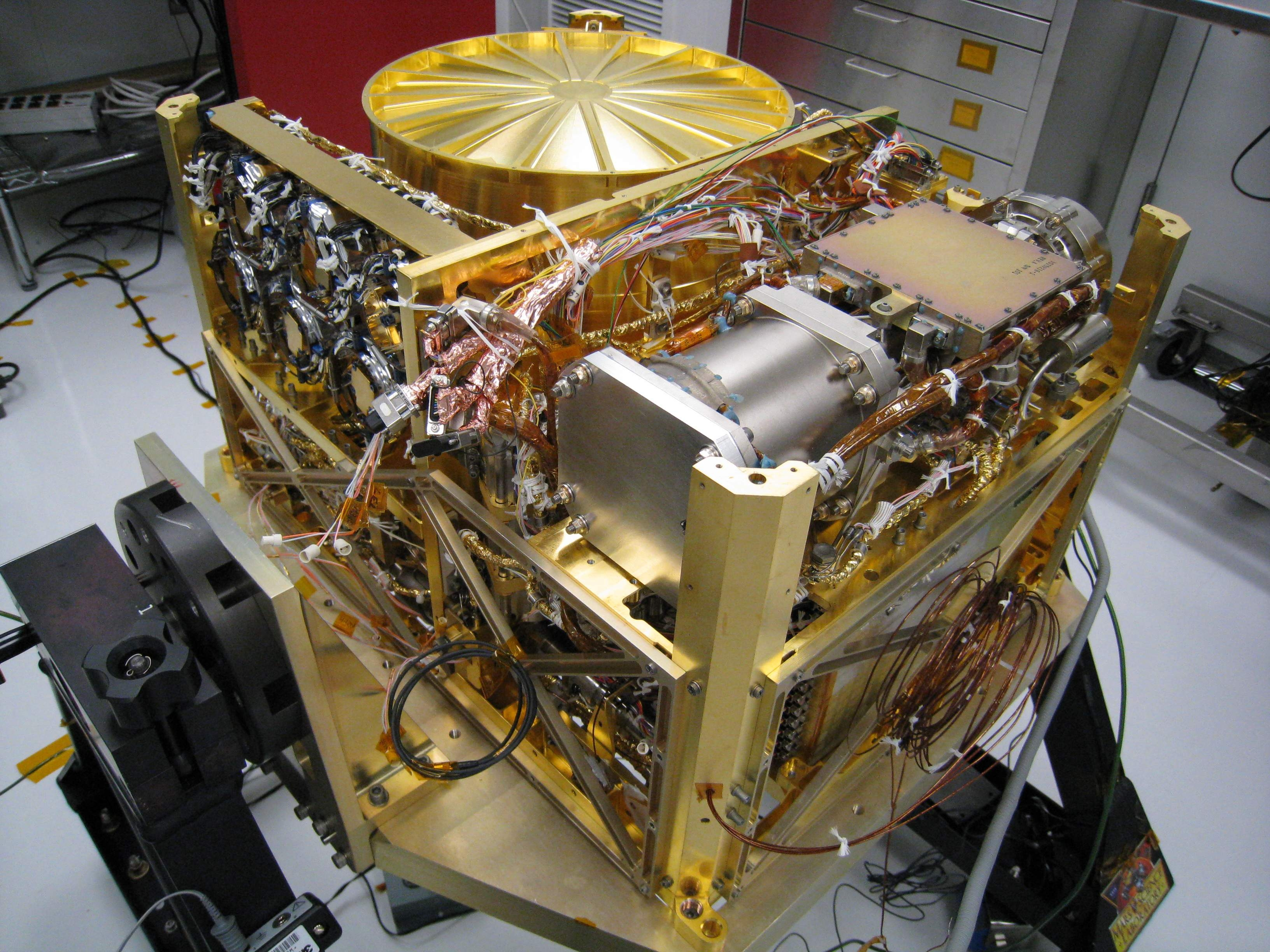
SAM embarqué sur le rover Curiosity est le spectromètre de masse le plus sophistiqué embarqué jusque-là sur une sonde spatiale.

Le spectromètre est un instrument qui fonctionne au contact de la matière analysée, ce qui limite son utilisation aux sondes atmosphériques et aux engins qui se posent à la surface des objets célestes étudiés (atterrisseur, rover). L'instrument collecte le matériau souvent à l'état gazeux et détermine sa composition (éléments chimiques, molécules). Son fonctionnement repose sur la mesure de la masse des molécules. Différentes techniques peuvent être utilisées. Après avoir été ionisé, le matériau à analyser passe dans un détecteur qui peut être un analyseur quadripolaire (analyse de la trajectoire dans un champ magnétique) ou un système de mesure de vitesse, etc. qui mesurent le ratio masse sur charge. Moins un ion est massif plus il est dévié. Le détecteur enregistre le nombre de de particules par unité de masse détectée.
Certaines molécules, comme l'azote ou l'argon interagissent peu avec le rayonnement électromagnétique. Les molécules lourdes au contraire interagissent de manière complexe avec des émissions réparties sur toute la bande spectrale ce qui rend difficile leur interprétation et l'identification de la molécule d'origine. Le spectromètre de masse est un instrument utilisé pour identifier et quantifier les molécules de ce type. C'est un instrument qui est également bien adapté aux cas où la densité des molécules est faible.

#### Magnétomètre
Le magnétomètre est un instrument in situ passif qui mesure l'intensité (magnétomètre scalaire) et/ou la direction d’un champ magnétique (magnétomètre vectoriel). Cet instrument mesure le champ magnétique produit par les planètes, le Soleil ainsi que les perturbations de celui-ci à proximité des lunes. Les capteurs de cet instrument sont fixés à l'extrémité de longues perches en fibre de verre pour éviter que les mesures soient influencées par le champ magnétique généré par les équipements de l'engin spatial. Plusieurs techniques de mesure existent : magnétomètre fluxgate, magnétomètre à l'hélium. Le magnétomètre fluxgate utilise un courant électrique alternatif pour magnétiser et démagnétiser une bobine de fil métallique. L'instrument mesure la quantité de courant nécessaire pour modifier le magnétisme de la bobine et en déduit l'intensité du champ magnétique local le long de l'axe de la bobine.

#### Détecteur de poussière
Le détecteur de poussière interplanétaire est un instrument in situ passif. Plusieurs techniques peuvent être utilisées fournissant des données plus ou moins précises. Le détecteur de particules CDA (Cosmic Dust Analyser) de la sonde spatiale Cassini-Huygens comprend un analyseur de particules en forme de seau. Le grain de poussière traverse quatre grilles ayant des inclinaisons différentes qui détectent le passage de celui-ci grâce à sa charge électrique. Les données recueillies permettent de mesurer la provenance du grain de poussière, sa vitesse et sa charge électrique. Un spectromètre de masse fournit sa masse et les éléments chimiques présents. L'instrument était capable de mesurer l'ensemble des caractéristiques d'une particule par seconde et de détecter 10000 impacts par seconde.

#### Détecteur de particules chargées
Le détecteur de particules chargées est un instrument in situ passif. Il caractérise les particules beaucoup plus petites que les grains de poussière : atomes neutres ou ionisés ainsi que les particules subatomiques comme les électrons, les protons et les noyaux d'atome. Cet instrument, dont les caractéristiques sont proches du spectromètre de masse, peut mesurer le niveau d'énergie, la vitesse, la densité, la pression et la provenance des particules ainsi que leur composition chimique. On distingue trois types de détecteur en fonction du niveau d'énergie des particules :
- Les détecteurs de particules à haute énergie qui caractérisent les électrons piégés dans le champ magnétique d'une planète et les noyaux d'atomes (rayons cosmiques) en provenance du Soleil ou de sources galactiques. Leur énergie peut atteindre plusieurs centaines de millions électrons volts.
- Les détecteurs de particules à basse énergie (jusqu'à quelques millions électrons-volts).
- Les détecteurs de plasma qui mesurent des ions et des électrons ayant une énergie inférieure à la catégorie précédente.

### Observations effectuées sans instruments dédiés
Il existe également des instruments qui sont effectuées sans utiliser des instruments dédiés. C'est par exemple la mesure de la masse d'une planète ou d'une lune qui est évaluée en utilisant la déformation des émissions radio.

#### Occultation du Soleil ou d'une étoile par un corps du système solaire

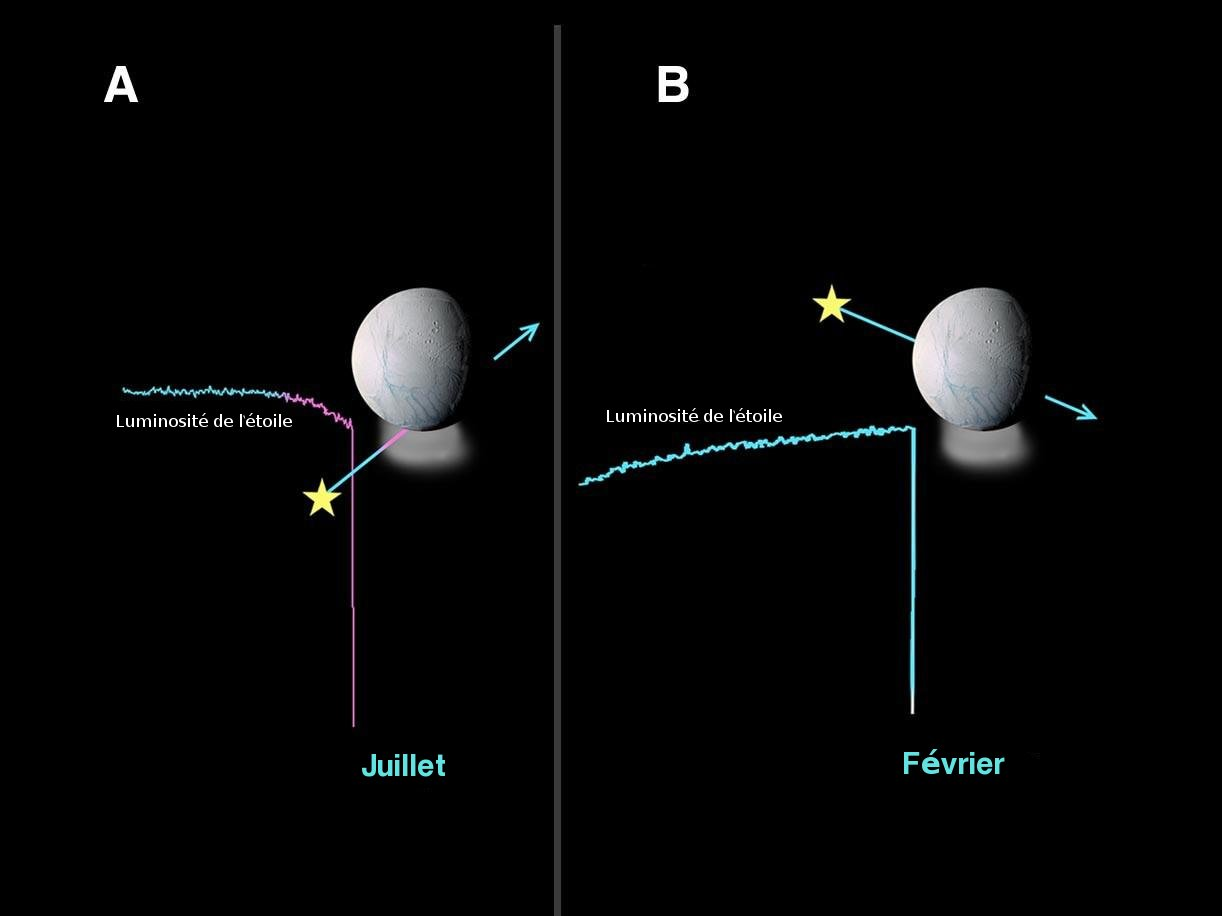
Observation de l'occultation de l'étoile Beatrix par Encélade (lune de Saturne) effectuée par le spectromètre UIS de la sonde spatiale Cassini-Huygens. L'atténuation de la lumière (partie du profil lumineux en rose) a révèlé la présence d'une atmosphère. L'instrument a pu identifier à l'aide des raies spectrales la présence d'eau et estimer sa quantité dans la partie de l'atmosphère traversée par la lumière de l'étoile.

L'occultation du Soleil ou d'une étoile par un corps du système solaire est une expérience de télédétection passive. Ce type d'expérience peut être réalisé lorsque, vu depuis la sonde spatiale, un corps du système solaire occulte (masque) le Soleil ou une étoile. Ce type d'expérience, qui doit être prévue longtemps à l'avance, nécessite de pointer les instruments de la sonde spatiale, comme un spectromètre, dans la direction de l'astre lorsque le corps céleste observé le masque. En analysant le spectre de la lumière émise par l'astre au moment ou celle-ci traverse l'atmosphère de la planète/lune ou des anneaux entourant la planète, les données recueillies permettent de déterminer par exemple la composition chimique, la structure, la pression et d'autres caractéristiques. Le spectromètre UIS de la sonde spatiale Cassini-Huygens a pu ainsi identifier 7 molécules présentes dans l'atmosphère de Titan lors d'une occultation d'une étoile par cette lune de Saturne.

#### Occultation radio par l'atmosphère d'un corps du système solaire
L'occultation radio par l'atmosphère d'un corps du système solaire est une expérience de télédétection active qui consiste à mesurer comment le signal radio émis par la sonde spatiale est modifié par l'atmosphère d'un corps céleste. Le signal est analysé par une station sur Terre (pour réaliser cette expérience, l'atmosphère analysée doit se trouver sur la droite reliant l'engin spatial et la station terrienne. Le signal radio est en partie réfracté et en partie atténué en traversant l'atmosphère. D'autres effets possibles sont la scintillation, la polarisation et les changements de phase ou de fréquence. Ces modifications permettent de déterminer la densité, la température et la composition de l'atmosphère. Cette expérience est souvent menée en utilisant un oscillateur ultra stable qui sert de référence pour le signal radio émis.

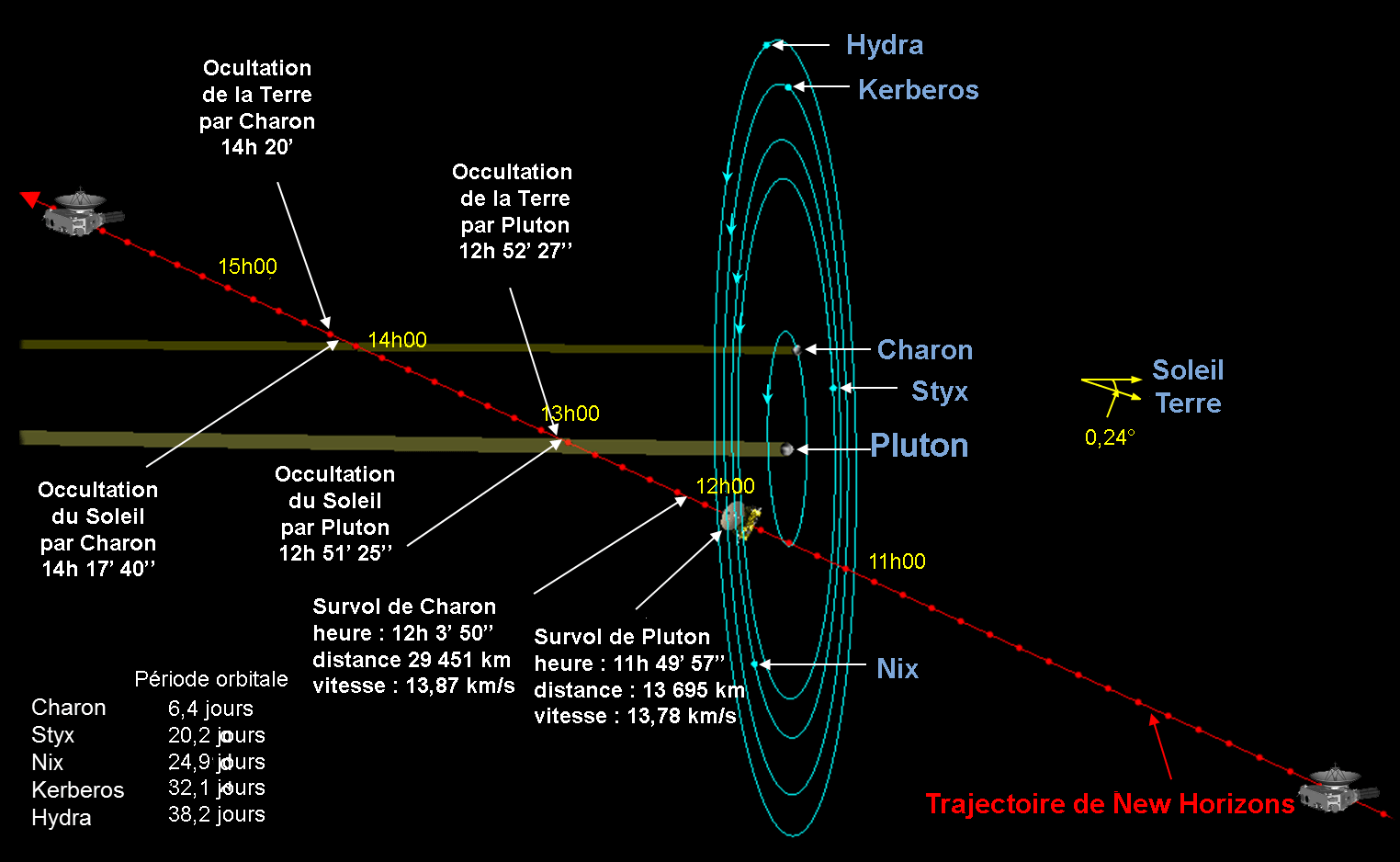
Trajectoire de New Horizons durant son survol de Pluton : la sonde spatiale New Horizons traverse en 2015 à très grande vitesse (13.78 km/s soit près de 50000 km/h) le plan orbital formé par Pluton et ses satellites (dont l'orbite et la position sont indiquées en vert sur le schéma) en passant à 11000 km de Pluton. Les occultations du Soleil puis de la Terre par Pluton puis par Charon au cours des deux heures suivantes sont utilisées par l'expérience de radio science REX pour préciser la composition de l'atmosphère, la masse et la température des deux corps (heures indiquées en temps universel).

#### Expériences menées durant une conjonction supérieure

Position d'un corps (boule rougeatre) lors de sa conjonction supérieure et inférieure par rapport au Soleil (représenté par une étoile jaune) et la Terre (représenté par une boule bleue).

Lorsqu'une sonde spatiale se trouve à l'opposé de la Terre par rapport au Soleil (cf schéma), position appelée conjonction supérieure, à l'approche de cette position (en général lorsque l'angle avec cette position est inférieur à 3°) et lorsqu'elle quitte celle-ci le signal radio émis par la sonde spatiale est perturbé en passant à proximité du Soleil avant d'être complètement bloqué par celui-ci lorsque l'angle diminue. Durant cette phase de vol l'analyse du signal radio reçu par une station terrienne permet de mener trois types d'expérience :  
- Détermination des caractéristiques de la couronne solaire : en traversant les couches supérieures du Soleil, le signal radio est modifié (scintillation, atténuation et rotation de la polarisation) ce qui permet de déterminer certaines de ses caractéristiques.
- Confirmation de la théorie de la relativité générale qui prédit que la trajectoire d'un rayonnement électromagnétique est déformé en présence d'un champ gravitationnel de forte intensité. Cette expérience menée par la sonde spatiale Cassini Huygens en 2002 a permis de confirmer cet aspect de la théorie avec une précision de 20 millionièmes soit 50 fois mieux que les expériences menées précédemment.
- Tests de fonctionnement du système de télécommunications pour mesurer le degré de perturbation généré par le Soleil.

#### Détection des ondes gravitationnelles
Les ondes gravitationnelles, qui résultent d'une oscillation de la courbure de l'espace-temps produites par des masses accélérées et se propageant à la vitesse de la lumière, sont l'une des conséquences de la théorie de la relativité générale. La propagation de ces ondes, qui ne sont détectables que lorsqu'elles mettent en jeu des événements cosmiques cataclysmiques (fusion d'étoiles à neutrons, etc.) se traduit par des variations très faibles de la distance entre la sonde spatiale et la Terre. Des expériences sont menées pour tenter de détecter ces variations en mesurant l'effet Doppler induit.

#### Expérience de radio bistatique
L'observation utilisant la radio bistatique est une expérience de télédétection active. Lors d'un passage à proximité d'un corps du système céleste, la sonde spatiale dirige ses émissions radio vers sa surface de manière que les ondes soient réfléchies en direction de la Terre. Les caractéristiques du signal radio sont analysées sur Terre et fournissent des informations sur les caractéristiques de la surface.

#### Cartographie du champ gravitationnel d'un corps céleste
La mesure du champ gravitationnel d'un corps du système solaire est une expérience de télédétection active. Les données scientifiques sont déterminées à partir du décalage Doppler subi par le signal radio émis en mode cohérent par l'engin spatial en orbite autour de ce corps et reçu par une station sur Terre. Les petites accélérations et décélérations révélés par ce décalage découlent de la présence de concentrations locales de masse à la surface ou sous la surface du corps céleste. Ces données permettent de dresser une carte de la distribution des masses au sein de la planète. Cartographier le champ gravitationnel du corps céleste est d'une part une nécessité pour maitriser les modifications de l'orbite induites par son caractère hétérogène (par exemple le champ gravitationnel de la Lune, très hétérogène, peut rapidement abaisser l'orbite d'un satellite en orbite autour de celle-ci). D'autre part ces données sont utilisées pour déterminer la nature des formations géologiques visibles à la surface et la structure interne du corps céleste.

## Segment sol

Les sondes spatiales de la NASA, à partir du moment où elles se situent à plus de 30000 km de la Terre, sont toujours à portée d'une antenne d'une des trois stations du réseau Deep Space Network.

Une mission d'exploration du système solaire opérationnelle ne peut fonctionner qu'avec une lourde infrastructure sur Terre pour les télécommunications. La NASA et l'Agence spatiale européenne, qui entretiennent une flotte de sondes spatiales conséquentes, disposent d'un réseau d'antennes paraboliques répartis sur Terre de manière qu'il y ait toujours une antenne capable de communiquer avec la sonde spatiale. Le réseau d'antennes de la NASA, le Deep Space Network, comprend ainsi trois stations terriennes situées en Californie (Complexe Deep Space de Goldstone), près de Madrid en Espagne (Complexe Deep Space de Madrid) et près de Canberra en Australie (Complexe Deep Space de Canberra). L'Agence spatiale européenne, de son côté, dispose de trois stations dédiées aux communications avec ses sondes spatiales situées respectivement à Cebreros en Espagne, près de la ville de Malargüe en Argentine (Station de Malargüe) et à 150 km de Perth en Australie Station de New Norcia). Compte tenu de la très grande distance séparant les sondes spatiales de la Terre durant la majeure partie de leur mission (plusieurs centaines de millions à plusieurs milliards de kilomètres), le signal qui arrive sur Terre est très faible et nécessite des antennes de très grand diamètre : la NASA dispose d'antennes de 70 m de diamètre tandis que l'Agence spatiale européenne utilise des antennes de 35 mètres de diamètre.

## Déroulement d'une mission

### Fenêtre de lancement
Lorsqu’un engin spatial doit être lancé vers une autre planète, il est nécessaire de prendre en compte les positions relatives de la Terre et de la planète visée. Pour des raisons de coût, ces engins sont généralement conçus pour n'emporter que la quantité de carburant permettant juste d'atteindre leur destination dans la configuration la plus favorable, par exemple permettant d'utiliser l'assistance gravitationnelle d'une planète survolée durant le transit ou limitant la durée du transit. Cette configuration n'apparaît qu'à des intervalles de temps éloignés (par exemple, un créneau d'environ huit mois tous les deux ans pour Mars). La fenêtre de lancement définit la plage horaire et les jours calendaires durant lesquels le lancement peut avoir lieu et qui permet à la sonde spatiale d'atteindre son objectif). Le calendrier de réalisation du satellite tient donc compte de la fenêtre de lancement. Il est ainsi arrivé qu'à la suite de retard dans le développement ou de problèmes de lanceur, la fenêtre de tir ait été manquée et le lancement reporté de plusieurs mois sinon de plusieurs années.

## Sondes spatiales ayant donné lieu à des premières technologiques ou scientifiques
Le tableau récapitulatif ci-dessous est une synthèse des missions de sondes spatiales ayant abouti à une avancée majeure sur le plan technique ou scientifique.
| Mission                 | Lancement | Type                        | Destination principale                           | Principales réalisations |
| ----------------------- | --------- | --------------------------- | ------------------------------------------------ | --- |
| Luna 2 ou Lunik 2       | 1959      |                             | Lune                                             | Premier objet artificiel entré en collision avec un autre corps du Système solaire. |
| Pioneer 1               | 1958      |                             | Espace interplanétaire                           | Première sonde spatiale américaine ayant réussi sa mission. |
| Luna 3                  | 1959      | Orbiteur                    | Lune                                             | Première sonde spatiale soviétique ayant réussi sa mission Premières photos de la face cachée de la Lune. |
| Mariner 2               | 1962      | Survol                      | Vénus                                            | Première sonde spatiale stabilisée trois axes Premier survol réussi de Vénus. |
| Mariner 4               | 1964      | Survol                      | Mars                                             | Premier survol réussi de Mars. |
| Luna 9                  | 1966      | Atterrisseur                | Lune                                             | Premier atterrissage en douceur sur un autre corps céleste. |
| Venera 7                | 1970      | Orbiteur                    | Vénus                                            | Premier atterrissage en douceur sur le sol de Vénus. |
| Luna 16                 | 1970      | Retour d'échantillon        | Lune                                             | Première mission de retour d'échantillon. |
| Luna 17                 | 1970      | Rover                       | Lune                                             | Premier rover télécommandé sur le sol d'un autre corps céleste. |
| Mars 3                  | 1971      | Atterrisseur                | Mars                                             | Premier atterrissage en douceur d'une sonde spatiale sur Mars |
| Mariner 10              | 1973      | Survol                      | Mercure                                          | Premier survol réussi de Mercure. Première utilisation de l'assistance gravitationnelle d'une planète pour modifier la vitesse et la trajectoire d'une sonde spatiale. |
| Pioneer 10              | 1972      | Survol                      | Planètes externes                                | Première traversée de la ceinture d'astéroïdes. Premier survol de Jupiter Première utilisation d'un générateur thermoélectrique à radioisotope. |
| Pioneer 11              | 1973      | Survol                      | Planètes externes                                | Premier survol de Saturne |
| Viking 1 et 2           | 1975      | Atterrisseur                | Mars                                             | Première analyse détaillée in situ du sol martien. Première mise en œuvre d'une technique d'atterrissage contrôlée et de précision. |
| Voyager 1 et 2          | 1977      | Survol                      | Jupiter, Saturne, Uranus et Neptune (Voyager 2). | Première observation des anneaux de Jupiter Découverte du volcanisme d'Io Découverte de la structure de la surface d'Europe. Composition de l'atmosphère de Titan. Structure des anneaux de Saturne. Premier survol de Titan (Voyager 1). Premier (et seul en 2016) survol d'Uranus et de Neptune (Voyager 2). |
| Vega 1 et 2             | 1984      | Survol                      | Vénus                                            | Première utilisation de ballons pour sonder l'atmosphère d'une autre planète. |
| Giotto                  | 1985      | Survol                      | Comète de Halley                                 | Premier survol du noyau d'une comète. Première mission interplanétaire de l'Agence spatiale européenne. |
| Galileo                 | 1989      | Orbiteur                    | Jupiter et ses satellites                        | Étude de l'atmosphère de Jupiter. Étude du volcanisme de Io. Première sonde atmosphérique dans l'atmosphère de Jupiter. Premier survol d'un astéroïde Gaspra (1991). |
| Magellan                | 1989      | Orbiteur                    | Vénus                                            | Cartographie détaillée de la surface de Vénus avec une résolution élevée. Première utilisation d'un radar à synthèse d'ouverture pour cartographier une planète. |
| Hiten                   | 1990      | Démonstrateur technologique | Milieu interplanétaire                           | Première sonde à utiliser la technique d'aérofreinage. |
| Mars Global Surveyor    | 1996      | Orbiteur                    | Mars                                             | Première utilisation de la technique de l'aérofreinage pour se placer en orbite autour d'une autre planète. |
| Cassini-Huygens         | 1997      | Orbiteur                    | Saturne et Titan                                 | Analyse des atmosphères de Titan et de Saturne. Étude détaillée des satellites de Saturne Étude détaillée des anneaux de Saturne. Huygens réalise la première analyse in situ de l'atmosphère de la lune Titan et effectue les premières photos de son sol.                                                    |
| Stardust                | 1999      | Retour d'échantillon        | Comète Wild                                      | Premier retour d'échantillon d'une comète sur Terre (2011). |
| NEAR Shoemaker          | 2000      | Orbiteur                    | Astéroïde Éros                                   | Premier atterrissage en douceur sur un astéroïde |
| 2001 Mars Odyssey       | 2001      | Orbiteur                    | Mars                                             | Découverte de grandes quantités d'eau sur Mars. |
| Genesis                 | 2001      | Retour d'échantillon        | Point de Lagrange L1 du système Soleil-Terre     | Premier échantillon de vent solaire Première sonde spatiale ayant ramené un échantillon de la matière d'au-delà de la Lune. |
| Spirit                  | 2003      | Rover                       | Mars                                             | Premier rover autonome sur le sol d'une autre planète. |
| MESSENGER               | 2004      | Orbiteur                    | Mercure                                          | Première mise en orbite autour de Mercure (2011). |
| Rosetta                 | 2004      | Orbiteur et Atterrisseur    | Comète Tchourioumov-Guerassimenko                | Première orbiteur autour d'une comète (2014) Premier atterrisseur sur le sol d'une comète. |
| Deep Impact             | 2005      | Survol                      | Comète Tempel 1                                  | Première utilisation d'un impacteur pour analyser le sol d'un autre corps céleste. |
| Hayabusa                | 2005      | Retour d'échantillon        | Astéroïde Itokawa                                | Premier échantillon de sol d'un astéroïde ramené sur Terre. |
| New Horizons            | 2006      | Survol                      | Pluton et son satellite Charon                   | Premier survol de Pluton et de Charon (2015). |
| Phoenix                 | 2007      | Atterrisseur                | Mars                                             | Première analyse in situ du sol des pôles martiens. |
| Chang'e 1               | 2007      | Orbiteur                    | Lune                                             | Première sonde spatiale chinoise. |
| Dawn                    | 2011      | Orbiteur                    | Astéroïdes Vesta et Cérès                        | Première sonde spatiale à étudier Cérès et Vesta. Première utilisation de moteurs ioniques pour une mission scientifique interplanétaire Première sonde spatiale à s'insérer successivement autour de deux corps célestes. Record de capacité de propulsion (delta-V supérieur à 10 km/s).                     |
| Chandrayaan-1           | 2008      | Orbiteur                    | Lune                                             | Première sonde spatiale indienne. |
| Juno                    | 2011      | Orbiteur                    | Jupiter                                          | Première sonde spatiale à destination d'une planète externe utilisant des panneaux solaires. |
| Mars Science Laboratory | 2011      | Rover                       | Mars                                             | Recours à une technique d'atterrissage de grande précision. Masse record d'instrumentation scientifique sur le sol d'une autre planète. Première utilisation d'un RTG sur un rover. |
| Chang'e 4               | 2018      | Atterrisseur et rover       | Lune                                             | Premier atterrissage sur la face cachée de la Lune. |

### Missions en cours ou en développement
| Mission                        | Statut           | Lancement | Destination                                 | Type                              | Principales caractéristiques    |
| ------------------------------ | ---------------- | --------- | ------------------------------------------- | --------------------------------- | ------------------------------- |
| Voyager 1                      | En cours         | 1977      | Planètes géantes puis milieu interstellaire | Survol                            |                                 |
| Voyager 2                      | En cours         | 1977      | Planètes géantes puis milieu interstellaire | Survol                            |                                 |
| 2001 Mars Odyssey              | En cours         | 2001      | Mars                                        | Orbiteur                          |                                 |
| Mars Express                   | En cours         | 2003      | Mars                                        | Orbiteur                          |                                 |
| Mars Reconnaissance Orbiter    | En cours         | 2005      | Mars                                        | Orbiteur                          |                                 |
| New Horizons                   | En cours         | 2006      | Pluton et ses lunes                         | Survol                            |                                 |
| Lunar Reconnaissance Orbiter   | En cours         | 2009      | Lune                                        | Orbiteur                          |                                 |
| Akatsuki (PLANET C)            | En cours         | 2010      | Vénus                                       | Orbiteur                          |                                 |
| Mars Science Laboratory        | En cours         | 2011      | Mars                                        | Rover                             |                                 |
| Juno                           | En cours         | 2011      | Jupiter                                     | Orbiteur                          |                                 |
| MAVEN                          | En cours         | 2013      | Mars                                        | Orbiteur                          |                                 |
| Hayabusa 2                     | En cours         | 2014      | Astéroïde Ryugu                             | Retour d'échantillon              |                                 |
| ExoMars Trace Gas Orbiter      | En cours         | 2016      | Mars                                        | Orbiteur                          |                                 |
| OSIRIS-REx                     | En cours         | 2016      | Astéroïde Bénou                             | Retour d'échantillon              |                                 |
| BepiColombo                    | En cours         | 2018      | Mercure                                     | Orbiteur                          |                                 |
| InSight                        | En cours         | 2018      | Mars                                        | Atterrisseur                      |                                 |
| Chang'e 4                      | En cours         | 2018      | Lune                                        | Atterrisseur et Rover             |                                 |
| Chandrayaan-2                  | En cours         | 2019      | Lune                                        | Orbiteur, atterrisseur et Rover   |                                 |
| EMM                            | En cours         | 2020      | Mars                                        | Orbiteur                          |                                 |
| Tianwen-1                      | En cours         | 2020      | Mars                                        | Orbiteur, atterrisseur et Rover   |                                 |
| Perseverance                   | En cours         | 2020      | Mars                                        | Astromobile                       |                                 |
| Chang'e 5                      | En cours         | 2020      | Lune                                        | Retour d'échantillon              |                                 |
| Lucy                           | En cours         | 2021      | Astéroïdes                                  | Survol                            |                                 |
| KPLO                           | En cours         | 2022      | Lune                                        | Orbiteur                          |                                 |
| JUICE                          | En cours         | 2023      | Europe, Ganymède                            | Orbiteur                          |                                 |
| Psyché                         | En cours         | 2023      | Psyché                                      | Orbiteur                          |                                 |
| Luna 25                        | En cours         | 2023      | Lune                                        | Atterrisseur                      |                                 |
| En développement               |                  |           |                                             |                                   |                                 |
| SLIM                           | En développement | 2023      | Lune                                        | Atterrisseur                      |                                 |
| Zheng He                       | En développement | 2023      | Astéroïde                                   | Retour d'échantillon              |                                 |
| Europa Clipper                 | En développement | 2023      | Europe                                      | Orbiteur                          |                                 |
| Mangalyaan 2                   | En développement | 2024      | Mars                                        | Orbiteur                          |                                 |
| Chang'e 6                      | En développement | 2024      | Lune                                        | Retour d'échantillon              |                                 |
| MMX                            | En développement | 2024      | Mars                                        | Retour d'échantillon              |                                 |
| VIPER                          | En développement | 2024      | Vénus                                       | Sonde atmosphérique               |                                 |
| Interstellar Heliosphere Probe | En cours         | 2024      | Héliopause et du milieu interstellaire      | Survol                            |                                 |
| Tianwen 2                      | En cours         | 2025      | Astéroïde                                   | Mission de retour d'échantillons  |                                 |
| Dragonfly                      | En développement | 2026      | Lune                                        | Astromobile                       |                                 |
| Chang'e 7                      | En développement | 2026      | Lune                                        | Retour d'échantillon              |                                 |
| Chang'e 8                      | En développement | 2028      | Lune                                        | Retour d'échantillon              |                                 |
| Comet Interceptor              | En développement | 2028      | Comètes                                     | Survol                            |                                 |
| Rover ExoMars                  | En développement | 2028      | Mars                                        | Rover                             |                                 |
| Venera-D                       | En projet        | 2029      | Vénus                                       | Orbiteur, ballons et atterrisseur |                                 |
| VERITAS                        | En développement | 2029      | Vénus                                       | Sonde atmosphérique               |                                 |
| DAVINCI+                       | En développement | 2029      | Vénus                                       | Orbiteur                          |                                 |
| Tianwen 3                      | En cours         | 2030      | Mars                                        | Mission de retour d'échantillons  |                                 |
| Tianwen 4                      | En cours         | 2030      | Jupiter, Uranus                             | Survol                            |                                 |
| Mars Sample Return             | En projet        | 2030      | Mars                                        | Retour d'échantillon              |                                 |
| Projets à l'étude              |                  |           |                                             |                                   |                                 |
| Shukrayaan-1                   | En projet        | 2024      | Vénus                                       | Orbiteur                          |                                 |
| Next Mars Orbiter              | En projet        | 2024      | Mars                                        | Orbiteur                          | Satellite de télécommunications |